# Armorial des communes de la Haute-Saône
- il comporte peu ou pas de sources.
- il reste des blasons à dessiner dans cet armorial.

Blason du département de la Haute-Saône :
D'azur billeté d'or, au lion brochant, couronné du même, armé et lampassé de gueules et tenant de sa senestre un croissant d'argent, au chef ondé de gueules à la fasce ondée d'argent.

Cette page dresse l'ensemble des armoiries (figures et blasonnements) des communes de la Haute-Saône disposant d'un blason. Les armoiries héraldiquement fautives (dites à enquerre) sont maintenues dans l'armorial, mais les communes sans blason et celles portant un pseudo-blason (dessin d'amateur ressemblant vaguement à un blason mais ne respectant aucune règle de construction héraldique), sont volontairement exclues de l'armorial. Leur statut est mentionné à la fin de chaque lettre.

(2 dessin(s) en attente : Veley et Val-St-Éloi, ce dernier douteux en suspens.)
- Haut – A
- B
- C
- D
- E
- F
- G
- H
- I
- J
- K
- L
- M
- N
- O
- P
- Q
- R
- S
- T
- U
- V
- W
- X
- Y
- Z

## A
| Blason de Adelans-et-le-Val-de-Bithaine | Blason  | Écartelé: au 1 d'azur à une rose des jardins d'argent, au 2 d'or à un chêne de sinople fûté de tenné, au 3 d'or à trois bandes de gueules, au 4 de sinople à un crosseron d'argent posée en barre. |
| Blason de Adelans-et-le-Val-de-Bithaine | Détails | Informations communales du 18 avril 2025 sur l'application PanneauPocket. Auteur(s)J-F Binon |

| Blason de Aillevans | Blason  | Tiercé en pairle : au 1er d'or à une croisette ancrée de gueules, au 2d de sinople à deux silex taillés d'or rangés en bande, au 3e d'azur à deux fleurs de lis d'or rangées en barre. |
| Blason de Aillevans | Détails | Le statut officiel du blason reste à déterminer. |

| Blason de Aillevillers-et-Lyaumont | Blason  | Coupé d’azur billeté d’or, au lion issant du même, armé et lampassé de gueules, brochant ; et d'un échiqueté d’argent et de gueules, à la bordure de sinople. |
| Blason de Aillevillers-et-Lyaumont | Détails | Armoiries adoptées en 1944. |

| Blason de Ailloncourt | Blason  | D’argent plumeté à l'ancienne de sinople.        |
| Blason de Ailloncourt | Détails | Le statut officiel du blason reste à déterminer. |

| Blason de Ainvelle | Blason  | D'azur semé de billettes d'or, au lion du même lampassé de gueules et senestré de l'inscription « AINVELLE » en pal et en lettres capitales d'argent chargeant l'azur entre les billettes. |
| Blason de Ainvelle | Détails | Le statut officiel du blason reste à déterminer. |

| Blason de Aisey-et-Richecourt | Blason  | Taillé-ondé d’argent au lion issant de sable, armé et lampassé de gueules, couronné d’or, tenant une clé du second, son panneton ajouré en forme de potence et son anneau tréflé ; et de sable au lion renversé et contourné d’argent issant de la partition, armé et lampassé de gueules, couronné d’or et tenant une clé d’argent, son paneton ajouré en forme de potence et son anneau tréflé ; au filet ondé d’or brochant sur la partition. Devise / Cri« olim clausi hodie aperio » (autrefois j'ai fermé, aujourd'hui j'ouvre) |
| Blason de Aisey-et-Richecourt | Détails | Les deux lions et la partition rappellent les deux villages ayant donné leur nom à la commune, la cotice d'or la Saône. Les clés rappellent la position de la commune, à la porte entre la Franche-Comté et la Champagne. Armoiries conçues par M. Nicolas VERNOT, adoptées en 2001. |

| Blason de Alaincourt | Blason  | D'azur à trois lis de jardin tigés d'argent, leurs pistils d'or mouvant d'un cœur du même ; chapé-ployé d'argent à deux cors de chasse de gueules affrontés par les pavillons, enguichés, virolés, et liés de sable. |
| Blason de Alaincourt | Détails | Armoiries conçues par M. Nicolas VERNOT, adoptées le 14 novembre 2011. |

| Blason de Amage | Blason  | D’argent à un tau d’azur, à la bordure de gueules. |
| Blason de Amage | Détails | Le tau évoque les ruines d'un hopital de l'Ordre de saint Antoine, s'étant trouvé au centre du village. Le statut officiel du blason reste à déterminer. |

| Blason de Amance | Blason  | Burelé de douze pièces d’argent et de sable, à la bande de gueules brochant sur le tout. |
| Blason de Amance | Détails | Le statut officiel du blason reste à déterminer.                                         |

| Blason de Ambiévillers | Blason  | D’azur à la bande de gueules* bordée d’or, chargée d’une cornière du même, accompagnée de deux fermaux en losange contournés d’argent. |
| Blason de Ambiévillers | Détails | Armoiries adoptées le 6 février 1993.                                                                                                  |

| Blason de Amblans-et-Velotte | Blason  | D'azur à trois épis de blé empoignés tigés d'or mouvant de la pointe de l'écu, accostés de deux molettes d'éperon à six pointes aussi d'or, à une foi d'argent mouvant des flancs de l'écu et brochant en pointe sur les tiges. Devise / CriUnis nous demeurons |
| Blason de Amblans-et-Velotte | Détails | Le statut officiel du blason reste à déterminer. |

| Blason de Amoncourt | Blason  | De sable à la bordure componée de seize pièces d’or et de gueules. |
| Blason de Amoncourt | Détails | Le statut officiel du blason reste à déterminer.                   |

| Blason de Amont-et-Effreney | Blason  | De gueules à un arbre de sinople* accolé à une plante grimpante d'or                                                                                              |
| Blason de Amont-et-Effreney | Détails | * Il y a là non-respect de la règle de contrariété des couleurs : ces armes sont fautives (Sinople sur gueules). Le statut officiel du blason reste à déterminer. |

| Blason de Andelarre | Blason  | Écartelé d’azur à la fasce d’or accompagné de trois étoiles du même, et d’argent à trois violettes au naturel. |
| Blason de Andelarre | Détails | Le statut officiel du blason reste à déterminer.                                                               |

| Blason de Andelarrot | Blason  | D’argent à une violette arrachée de trois fleurs de pourpre tigées et feuillées de trois pièces de sinople, vêtu du même billeté d’or. |
| Blason de Andelarrot | Détails | Armoiries conçues par M. Nicolas VERNOT, adoptées en 2000.                                                                             |

| Blason de Andornay | Blason  | D'argent au pal d'azur, à la cotice d'or brochante.                 |
| Blason de Andornay | Détails | Armoiries conçues par M. Camille Heidet. Année d'adoption inconnue. |

| Blason de Anjeux | Blason  | Tranché de gueules à trois lièvres d’argent accolés par les oreilles en cercle, et du même à la tête tricéphale de carnation mitrée d'azur ; le tout sommé d'un chef d'or chargé d'une fasce ondée d'azur. Devise / Cri« ai Anjeux lo diale y queut » (à Anjeux le diable y cuit). |
| Blason de Anjeux | Détails | Le statut officiel du blason reste à déterminer. |

| Blason de Apremont | Blason  | D'argent aux deux fasces ondées d’azur, à trois besants d’or posés en bande brochant sur le tout, au chef crénelé d’azur chargé de trois têtes de léopard couronnées d’or, lampassées de gueules. Devise / CriApre mont, douce vallée |
| Blason de Apremont | Détails | Armoiries conçues par M. Nicolas VERNOT, adoptées en 1998. |

| Blason de Arbecey | Blason  | Parti d'azur à l'étui de crosse d'or, et de gueules à trois glands du second. |
| Blason de Arbecey | Détails | Le statut officiel du blason reste à déterminer.                              |

| Blason de Arc-lès-Gray | Blason  | Coupé de gueules à fontaine du lieu d'or, et d'azur au pont d'une arche et deux demies d'or, bordé d'argent et posé sur une mer d'argent ondée de deux pièces d'azur. |
| Blason de Arc-lès-Gray | Détails | Le statut officiel du blason reste à déterminer. |

| Blason de Argillières | Blason  | D'azur à deux coupes de pots l'un au-dessus de l'autre, celle en chef d'or, celle en pointe d'argent. |
| Blason de Argillières | Détails | Le statut officiel du blason reste à déterminer.                                                      |

| Blason de Aroz | Blason  | De gueules à deux bâtons écotés d’or passés en sautoir, cantonnés en chef d’un besant, à chaque flanc d’une molette et en pointe d’une tige tréflée de trois pièces terrassée, le tout d’argent. |
| Blason de Aroz | Détails | Armoiries conçues par M. Nicolas VERNOT, année d'adoption inconnue. |

| Blason de Arpenans | Blason  | D'azur à un gonfanon d'or.                       |
| Blason de Arpenans | Détails | Le statut officiel du blason reste à déterminer. |

| Blason de Attricourt | Blason  | Écartelé d'argent et de sinople, à la croisette ancrée (croix de moulin) de gueules brochant en chef sur la partition. |
| Blason de Attricourt | Détails | Le statut officiel du blason reste à déterminer.                                                                       |

| Blason de Augicourt | Blason  | De gueules à une croix ancrée d'or.                                               |
| Blason de Augicourt | Détails | Armes de la famille d'Augicourt. Le statut officiel du blason reste à déterminer. |

| Blason de Autoreille | Blason  | D’argent aux trois fasces nébulées de sinople.   |
| Blason de Autoreille | Détails | Le statut officiel du blason reste à déterminer. |

| Blason de Autrey-le-Vay | Blason  | Parti émanché ondé de sinople et d'argent ; flanqué parti : au 1) de sinople à un flanchis écoté d'argent et à un filet du même ployé longeant le trait de partition; au 2) d'argent à un flanchis écoté de sinople et à un filet du même ployé longeant le trait de partition. |
| Blason de Autrey-le-Vay | Détails | Le statut officiel du blason reste à déterminer. |

| Blason de Autrey-lès-Cerre | Blason  | Trianglé de sable et d'or                        |
| Blason de Autrey-lès-Cerre | Détails | Le statut officiel du blason reste à déterminer. |

| Blason de Autrey-lès-Gray | Blason  | De gueules aux trois chevrons d’or.                |
| Blason de Autrey-lès-Gray | Détails | Armoiries adoptées en 1979, de concepteur inconnu. |

| Blason de Auvet-et-la-Chapelotte | Blason  | Parti d'azur et d'argent, au chevron le trait supérieur ployé, la pointe se terminant par une croisette tréflée, et le trait inférieur ondé, accompagné de deux quintefeuilles chargées en cœur d'une étoile, le tout de l'un en l'autre, un briquet d'or enflammé de gueules brochant en pointe. Devise / CriLes éclairs me libèrent |
| Blason de Auvet-et-la-Chapelotte | Détails | Armoiries conçues par M. N. VERNOT, année de conception inconnue. |

| Blason de Auxon | Blason  | De sinople à la croix losangée d’argent et de gueules, un lambel de cinq pendants d’or brochant en chef. |
| Blason de Auxon | Détails | Le statut officiel du blason reste à déterminer.                                                         |

| Blason de Avrigney-Virey | Blason  | De gueules à la statue d’un taureau tricornu gaulois du lieu contourné d’or, les pattes antérieures remplacées par une tige du même.                                                |
| Blason de Avrigney-Virey | Détails | Ladite statue a été retrouvée dans un champ de la commune en 1756, et est désormais exposée au Musée des Beaux-Arts de Besançon. Armoiries adoptées en 1992, de concepteur inconnu. |

| Blason de Aynans (Les) | Blason  | De sinople à un lambel à l'antique d'argent.     |
| Blason de Aynans (Les) | Détails | Le statut officiel du blason reste à déterminer. |

Pas d'information pour les communes suivantes : Abelcourt, Aboncourt-Gesincourt, Achey, Anchenoncourt-et-Chazel, Ancier, Angirey, Arsans, Athesans-Étroitefontaine, Aulx-lès-Cromary, Autet, Authoison.
- Haut – A
- B
- C
- D
- E
- F
- G
- H
- I
- J
- K
- L
- M
- N
- O
- P
- Q
- R
- S
- T
- U
- V
- W
- X
- Y
- Z

## B
| Blason de Bard-lès-Pesmes | Blason  | Coupé émanché de deux pièces : au 1er d'argent à la tête de loup arrachée de sable et lampassée de gueules, accostée de deux croisettes recroisetées au pied fiché de sable, au 2nd de gueules plain. |
| Blason de Bard-lès-Pesmes | Détails | Révision du blason original de la commune effectuée par M. Nicolas VERNOT, afin de le rendre conforme aux règles de l'art héraldique.                                                                 |

| Blason de Barges | Blason  | Coupé-ondé d'un parti d'azur à la bande d’argent côtoyée de deux cotices potencées et contre-potencées d’or (de Champagne) et d’azur semé de billettes d’or au lion couronné du même armé et lampassé de gueules, brochant sur le tout (de Franche-Comté) ; et de sinople à la croix alésée pattée d’argent remplie de gueules, une divise ondée d’argent brochant sur le coupé. |
| Blason de Barges | Détails | Le "chef" aux armes de la Champagne et de la Franche-Comté rappellent le passé seigneurial de la commune, la croix pattée rappelle la forte présence templière dans la commune à l'époque médiévale. La divise, quant à elle, rappelle l'Amance, qui traverse le lieu. Armoiries composées par M. N. VERNOT, adoptées le 28 janvier 2006.                                        |

| Blason de Basse-Vaivre (La) | Blason  | De gueules à une roue de moulin d’or, deux clefs d’argent passées en sautoir brochant sur le moyeu ; mantelé d’argent aux trois fasces tréflées par le haut de sinople. |
| Blason de Basse-Vaivre (La) | Détails | Armoiries conçues par M. N. VERNOT, adoptées le 30 octobre 2004 |

| Blason de Bassigney | Blason  | Fascé de gueules et d'argent de huit pièces; à la filière de sable. |
| Blason de Bassigney | Détails | Le statut officiel du blason reste à déterminer.                    |

| Blason de Battrans | Blason  | De sinople aux trois chevrons d'argent.          |
| Blason de Battrans | Détails | Le statut officiel du blason reste à déterminer. |

| Blason de Baulay | Blason  | D’argent à une roue de moulin de gueules, chapé de sinople. |
| Blason de Baulay | Détails | Le statut officiel du blason reste à déterminer.            |

| Blason de Bay | Blason  | Écartelé : aux 1er et 4e de sinople à une colombe essorante d'argent becquée et membrée de gueules, au 2e et 3e de gueules à un griffon couronné d'or. |
| Blason de Bay | Détails | Le statut officiel du blason reste à déterminer. |

| Blason de Beaujeu-Saint-Vallier-Pierrejux-et-Quitteur | Blason  | D'or à trois tours couvertes de gueules, pavillonnées coupé d'argent et du second, sur une terrasse du troisième.                                           |
| Blason de Beaujeu-Saint-Vallier-Pierrejux-et-Quitteur | Détails | * Il y a là non-respect de la règle de contrariété des couleurs : ces armes sont fautives (argent sur or). Le statut officiel du blason reste à déterminer. |

| Blason de Beaumotte-Aubertans | Blason  | D’or fretté de gueules.                          |
| Blason de Beaumotte-Aubertans | Détails | Le statut officiel du blason reste à déterminer. |

| Blason de Beaumotte-lès-Pin | Blason  | De sable mantelé de sinople, au chevron d'argent brochant sur la partition et accompagné de trois pommes de pin d'or. |
| Blason de Beaumotte-lès-Pin | Détails | Le sable en pointe évoque une grotte ("Balma" en gaulois), et reprend les armes des Chevaliers de Beaumotte (anciens seigneurs féodaux du lieu) : de sable au sautoir d'argent. Armes parlantes. (pommes de pin) Armoiries conçues par M. Camille HEIDET, revues en 2001 par M. Nicolas VERNOT. |

| Blason de Belfahy | Blason  | D'argent à un bosquet de hêtres de sinople, futés d'or, sur un tertre de tenné.                               |
| Blason de Belfahy | Détails | Armes parlantes (fayard signifie "hêtre" en vieux français). Le statut officiel du blason reste à déterminer. |

| Blason de Belonchamp | Blason  | D'azur à trois soleils d'or non figurés et mal ordonnés. |
| Blason de Belonchamp | Détails | Le statut officiel du blason reste à déterminer.         |

| Blason de Belverne | Blason  | Parti de gueules à deux bars adossés d’argent, mi-parti d’argent à l’aigle bicéphale de sable accompagnée en pointe de quatre trèfles de sinople. |
| Blason de Belverne | Détails | Le statut officiel du blason reste à déterminer.                                                                                                  |

| Blason de Betoncourt-lès-Brotte | Blason  | De gueules à un casque antique d'or.             |
| Blason de Betoncourt-lès-Brotte | Détails | Le statut officiel du blason reste à déterminer. |

| Blason de Bonnevent-Velloreille | Blason  | Tranché-vivré d’or à la hure d'un sanglier arrachée de sable, allumée et défendue d’argent, et de gueules à deux gerbes d’or passées en sautoir et liées d’argent, le tout posé en bande ; à la bande vivrée de l’un en l’autre brochant sur la partition. |
| Blason de Bonnevent-Velloreille | Détails | Armoiries conçues par M. Nicolas VERNOT, adoptées le 20 juin 2007. |

| Blason de Bougnon | Blason  | Parti émanché de gueules et d'or. Devise / CriQu'il dure! |
| Blason de Bougnon | Détails | Le statut officiel du blason reste à déterminer.          |

| Blason de Bouhans-et-Feurg | Blason  | D’azur à la clé et à l’épée d’argent passées en sautoir, au chef d’or chargé de trois tours de sinople maçonnées de sable et ouvertes du troisième. |
| Blason de Bouhans-et-Feurg | Détails | Le statut officiel du blason reste à déterminer. |

| Blason de Bouhans-les-Lure | Blason  | De sinople à une pile d'or chargée en son chef d'une merlette de gueules. |
| Blason de Bouhans-les-Lure | Détails | Le statut officiel du blason reste à déterminer.                          |

| Blason de Bourguignon-lès-Conflans | Blason  | De gueules à sept carreaux d’or ordonnés 3, 3 et 1. |
| Blason de Bourguignon-lès-Conflans | Détails | Le statut officiel du blason reste à déterminer.    |

| Blason de Bourguignon-lès-la-Charité | Blason  | De gueules à deux clés d'or.                     |
| Blason de Bourguignon-lès-la-Charité | Détails | Le statut officiel du blason reste à déterminer. |

| Blason de Bresilley | Blason  | Tranché d'argent et d'azur, l'argent chargé d'une croix pattée alésée de gueules.                                      |
| Blason de Bresilley | Détails | La croix pattée rappelle la présence templière au sein de la commune. Le statut officiel du blason reste à déterminer. |

| Blason de Breuches | Blason  | D'or à trois croissants de sinople.              |
| Blason de Breuches | Détails | Le statut officiel du blason reste à déterminer. |

| Blason de Breurey-lès-Faverney | Blason  | Échiqueté d’azur et d’argent, au chevreuil d’or brochant. Devise / Cri« belle nature, bon cœur ». |
| Blason de Breurey-lès-Faverney | Détails | Certaines versions du blason affirment le chevreuil comme "accorné et onglé de sable", mais le site internet de la ville le maintient d'or plain. Les deux versions sont valables. Le statut officiel du blason reste à déterminer. |

| Blason de Briaucourt | Blason  | Parti de sinople au clocher comtois d’argent ajouré de sable et essoré de gueules losangé d’or, et du même au pont de quatre arches surmonté d’un autre pont d’une seule arche, le tout de gueules maçonné de sable ; le parti sommé d’un chef d’azur billeté d’or au lion issant du même brochant sur le tout (de Franche-Comté). |
| Blason de Briaucourt | Détails | Armoiries adoptées le 7 décembre 2007 , de concepteur inconnu. |

| Blason de Brotte-lès-Luxeuil | Blason  | Tiercé en pairle renversé: au 1) d'or à trois têtes de lion arrachées de sable, au 2) de gueules à une grappe de raisin pamprée d'argent, au 3) d'azur à trois fasces ondées d'argent, et à un manteau de gueules sur elles brochant, et à une épée basse d'or brochant à son tour sur le tout |
| Blason de Brotte-lès-Luxeuil | Détails | Création J-F Binon. utilisation sur documents de Mairie, 2021. |

| Blason de Broye-Aubigney-Montseugny | Blason  | De gueules au pairle ondé d'argent surmonté de deux clés d'or passées en sautoir, adextré d'un besant d'argent chargé d'une croix de Malte du champ et senestré d'une tour du second. |
| Blason de Broye-Aubigney-Montseugny | Détails | Le statut officiel du blason reste à déterminer. |

| Blason de Broye-les-Loups-et-Verfontaine | Blason  | Coupé : au 1er parti au I d'azur à une fontaine monumentale jaillissant dans un abreuvoir à senestre, le tout d'argent, au II de sinople à une borne de pierre d'argent gravée d'une crosse d'abbesse, au 2d de gueules à une tête de loup arrachée d'argent. |
| Blason de Broye-les-Loups-et-Verfontaine | Détails | Armes parlantes (Loup et fontaine). Le statut officiel du blason reste à déterminer. |

| Blason de La Bruyère | Blason  | Parti de sinople et d’argent, à la roue de moulin de l’un en l’autre. |
| Blason de La Bruyère | Détails | Le statut officiel du blason reste à déterminer.                      |

| Blason de Bucey-lès-Gy | Blason  | Mi-parti de gueules à l’aigle bicéphale d’or, et du même à un cep de sable fruité de trois grappes du premier et feuillé de cinq pièces de sinople. |
| Blason de Bucey-lès-Gy | Détails | Blason revu par M. Nicolas VERNOT. Le statut officiel du blason reste à déterminer.                                                                 |

| Blason de Bucey-lès-Traves | Blason  | Échiqueté d'azur et d'or, chaque carreau d'or chargé d'une moucheture d'hermine de sable. —OU— Échiqueté d'azur plain, et d'or à une moucheture d'hermine de sable. |
| Blason de Bucey-lès-Traves | Détails | Le statut officiel du blason reste à déterminer. |

| Blason de Buffignécourt | Blason  | D’argent au sautoir patté de sinople chargé d’une fleur de lys de gueules*.                                      |
| Blason de Buffignécourt | Détails | * Il y a là non-respect de la règle de contrariété des couleurs : ces armes sont fautives (gueules sur sinople). |

Pas d'information pour les communes suivantes : Baignes, La Barre (Haute-Saône), Les Bâties, Baudoncourt, Belmont (Haute-Saône), Besnans, Betaucourt, Betoncourt-Saint-Pancras, Betoncourt-sur-Mance, Beulotte-Saint-Laurent, Beveuge, Blondefontaine, Bonboillon, Borey, Bougey, Bouhans-lès-Montbozon, Bouligney, Boulot (Haute-Saône) , Boult, Bourbévelle, Bourguignon-lès-Morey, Boursières, Bousseraucourt, Breuchotte, Brevilliers, Brotte-lès-Ray, Brussey, Bussières (Haute-Saône), Buthiers (Haute-Saône)
- Haut – A
- B
- C
- D
- E
- F
- G
- H
- I
- J
- K
- L
- M
- N
- O
- P
- Q
- R
- S
- T
- U
- V
- W
- X
- Y
- Z

## C
| Blason de Calmoutier | Blason  | D’or à la croix d’azur cantonnée de douze rais de soleil flamboyants de même, trois dans chaque canton mouvant des angles de l’écu. |
| Blason de Calmoutier | Détails | Le statut officiel du blason reste à déterminer.                                                                                    |

| Blason de Cerre-lès-Noroy | Blason  | D’argent à trois macles de sable posées à plomb et rangées en bande. |
| Blason de Cerre-lès-Noroy | Détails | Le statut officiel du blason reste à déterminer.                     |

| Blason de Chagey | Blason  | D’or à deux jumelles en pal entrelacées à deux jumelles ondées en pointe, le tout de gueules, une roue de sable dentée de huit pièces en queue d’aronde brochant aussi en pointe et surmonté d’un haut fourneau du même enflammé de gueules, brochant sur les jumelles en pal et accosté de deux demi-ramures de cerf adossées aussi de sable. |
| Blason de Chagey | Détails | Armoiries conçues par M. Nicolas VERNOT, année d'adoption inconnue. |

| Blason de Châlonvillars | Blason  | Coupé d'un parti de gueules à la bande d'or, et du même plain ; et d'azur à une étoile figurée de 8 branches d'argent. |
| Blason de Châlonvillars | Détails | Le statut officiel du blason reste à déterminer.                                                                       |

| Blason de Champagney | Blason  | De gueules à la clef d'or                        |
| Blason de Champagney | Détails | Le statut officiel du blason reste à déterminer. |

| Blason de Champey | Blason  | De sable à la bande d'argent chargée de trois molettes à huit pointes de gueules. |
| Blason de Champey | Détails | Les plaques de rue de la commune arborent des étoiles standard en lieu et place des molettes d'éperon, mais les documents municipaux confirment les molettes d'éperon. Le statut officiel du blason reste à déterminer. |

| Blason de Champlitte | Blason  | D'azur à trois houes d'or. Devise / Cri"Rien sans travail" |
| Blason de Champlitte | Détails | Le statut officiel du blason reste à déterminer.           |

| Blason de Champtonnay | Blason  | D’or semé de billettes de gueules, au lion de sable couronné d’argent brochant. |
| Blason de Champtonnay | Détails | Armoiries conçues par M. Nicolas VERNOT, adoptées le 8 décembre 1998            |

| Blason de Chantes | Blason  | Parti d'argent et de gueules, à une tour donjonnée d'or ouverte du champ brochante, accostée en chef de deux croisettes de l'un en l'autre, celle à dextre pattée, celle à senestre à huit pointes (de Malte), le tout surmontant une divise d'azur mouvant à mi-flanc, ployée-nébulée d'une pièce versée et rompue en pointe, brochant. |
| Blason de Chantes | Détails | Création Nicolas Vernot, adoptée le 12 juin 2021. |

| Blason de Charcenne | Blason  | De sinople chargé en pointe d'une tomme de comté d'argent entaillée en pointe dextre et d'une grappe de raisin du même brochant en cœur. |
| Blason de Charcenne | Détails | Le statut officiel du blason reste à déterminer.                                                                                         |

| Blason de Chargey-lès-Port | Blason  | D'azur au chevron pignonné de cinq rangs et de neuf pièces d'or, maçonné de sable, surmonté de quatre ailes de moulin en sautoir, accosté de deux serpes affrontées et soutenu d'un annelet, le tout d'argent. Devise / CriIl n'est de murot qui m'arrête |
| Blason de Chargey-lès-Port | Détails | Armoiries conçues par M. Nicolas VERNOT, adoptées le 20 juin 2014. |

| Blason de Chariez | Blason  | Écartelé : au 1er de sinople à deux silex taillés d'or, au 2d d'or à la croix de Malte de gueules, au 3e d'azur à un casque antique d'or, au 4e de sinople à un vigneron d'or. |
| Blason de Chariez | Détails | Conflit héraldique : le dessin montre un vigneron et un cep de vigne. Le statut officiel du blason reste à déterminer.                                                         |

| Blason de Charmoille | Blason  | D’argent à la bande de sable côtoyée de deux cotices du même et chargée d’un rameau de charme d’or avec ses chatons du même.                                          |
| Blason de Charmoille | Détails | Armoiries des anciens sires du lieu, brisées par l'ajout du rameau de charme rendant les Armes parlantes. ; Revues par M. Nicolas VERNOT et adoptées le 24 mars 1995. |

| Blason de Chassey-lès-Montbozon | Blason  | D’argent au besant d’or chargé d’une anille en S de sable posée en bande ; vêtu de gueules chargé de quatre besants du second. |
| Blason de Chassey-lès-Montbozon | Détails | * Il y a là non-respect de la règle de contrariété des couleurs : ces armes sont fautives (or sur argent).                     |

| Blason de Chassey-lès-Scey | Blason  | De sinople à trois besants d'or rangés en fasce et accompagnés de deux burelles d'argent ; le tout vêtu d'un vairé d'or et de gueules. Devise / Cri« vigilo » (je veille). |
| Blason de Chassey-lès-Scey | Détails | Armoiries conçues par M. Nicolas VERNOT, année d'adoption inconnue. |

| Blason de Châteney | Blason  | Coupé de sinople et d'argent; vêtu de l'un en l'autre. |
| Blason de Châteney | Détails | Le statut officiel du blason reste à déterminer.       |

| Blason de Chaumercenne | Blason  | Écartelé en sautoir; au 1) d'or à la lettre capitale T de gueules, aux 2) et 3) d'azur plain, au 4) d'or à un tas de pierres d'argent |
| Blason de Chaumercenne | Détails | Présent sur l'application Panneaupocket en 2022                                                                                       |

| Blason de Chauvirey-le-Châtel | Blason  | Tiercé en pairle renversé: au 1) de gueules à trois guêpes au naturel, au 2) d'azur au lion couronné d'argent, armé et lampassé de gueules, au 3) d'argent à un loup courant de sable soutenu d'une trangle ondée d'azur chargée d'un brochet d'argent. |
| Blason de Chauvirey-le-Châtel | Détails | Création Jean-François Binon, adoptée en octobre 2021. |

| Blason de Chaux-lès-Port | Blason  | Tiercé en pairle renversé: au 1er de gueules à trois guêpes au naturel, au 2e d'azur au lion couronné d'argent, armé et lampassé de gueules, au 3e d'argent au loup courant de sable accompagné en pointe d'une trangle ondée d'azur chargée d'un brochet d'argent. |
| Blason de Chaux-lès-Port | Détails | Créé par JF Binon. Sur le site Facebook de la commune, 2024. |

| Blason de Chenebier | Blason  | Taillé d'or à trois demi-ramures de sable posées en fasce et rangées en pal, et du premier à la lettre capitale T du second ; à la bande de gueules chargée de trois feuilles de chêne du premier brochant sur le tout. Ornements extérieursCroix de guerre 1939-1945 |
| Blason de Chenebier | Détails | Armes parlantes. (feuilles de chêne) Le statut officiel du blason reste à déterminer. |

| Blason de Chenevrey-et-Morogne | Blason  | Cinq points d'argent équipolés à quatre de gueules. |
| Blason de Chenevrey-et-Morogne | Détails | Le statut officiel du blason reste à déterminer.    |

| Blason de Choye | Blason  | D'azur à une fleur de douze pétales d'argent ; au chef d'or chargé de trois étoiles de six rais de gueules. |
| Blason de Choye | Détails | Le statut officiel du blason reste à déterminer.                                                            |

| Blason de Clairegoutte | Blason  | Écartelé : au 1er d’azur au lion d’or armé et lampassé de gueules, au 2d d’or à trois demi-ramures de gueules posées en fasce et rangées en pal, au 3e coupé d’argent à une fleur de lis de gueules et du même à une fleur de lys versée d'or, les deux au pied nourri et mouvant du trait du coupé ; au 4e d’azur à deux bars adossés d’or. |
| Blason de Clairegoutte | Détails | Le statut officiel du blason reste à déterminer. |

| Blason de Cognières | Blason  | De sinople au coing d'or en chef dextre.      |
| Blason de Cognières | Détails | Armes parlantes (Cognières = Coing). Adopté . |

| Blason de Colombe-lès-Vesoul | Blason  | D'azur à la branche d’églantier feuillée d’argent, fleurie de trois pièces du même boutonnées d’or, le tout mis en pairle, accompagnée, en chef, d’un soleil non figuré de huit rais triangulaires aussi d’or et aux flancs, de deux colombes essorantes affrontées aussi d’argent. |
| Blason de Colombe-lès-Vesoul | Détails | Armes parlantes. Ces armoiries s'inspirent de celles de la famille Lyautey dans lesquelles la foi a été remplacée par deux colombes. L'églantier symbolise le caractère rural du village. Création de Nicolas Vernot adoptée en 1997.                                               |

| Blason de Colombier | Blason  | D'azur à deux collines cousues de sinople, chacune chargée d'une grappe de raisin vrillée d'or et sommée d'une tour d'argent couverte et pommetée d'or, ajourée du champ, entre lesquelles coule une rivière d'argent ondoyant en pal, sur laquelle est posé un tau d'or au sommet duquel est perchée une colombe d'argent becquée d'or, les ailes éployées.                                   |
| Blason de Colombier | Détails | Armes parlantes. Le blason évoque la vallée et les deux châteaux, la vigne, ainsi que saint Antoine, patron de la paroisse, par le tau, le nom de la commune est rappelé par la colombe. * Ces armes emploient le terme « cousu » dans le seul but de contrevenir à la règle de contrariété des couleurs : elles sont fautives : sinople sur azur. Création de Nicolas Vernot adoptée en 2013. |

| Blason de Colombotte | Blason  | D'azur à la tour d'argent.                       |
| Blason de Colombotte | Détails | Le statut officiel du blason reste à déterminer. |

| Blason de Combeaufontaine | Blason  | Écartelé : au 1er de gueules à la fontaine du lieu d’argent, au 2d d’azur à trois glands d’or, au 3e d’azur à trois gerbes d’or, au 4e de gueules à trois pièces de monnaie d’or. Devise / CriJe persévère |
| Blason de Combeaufontaine | Détails | Armes parlantes. (fontaine) Le statut officiel du blason reste à déterminer. |

| Blason de Comberjon | Blason  | D'or à la cotice ondée en barre d'azur, au pont droit isolé à trois arches du lieu d'argent brochant en fasce, la cotice accompagnée en chef d'un tilleul de sinople, le fût brochant sur l'arche dextre du pont, et en pointe d’une salamandre terrestre [Salamandra salamandra] de sable, tachetée d'or, vue de dos et posée en barre, la tête en bande, accompagnée de sa patience de gueules. |
| Blason de Comberjon | Détails | Le statut officiel du blason reste à déterminer. |
| Blason de Comberjon | Alias   | Écartelé d’argent et d’azur, à une croisette ancrée de sinople brochant en chef sur les 1er et 2d quartiers. |

| Blason de Conflandey | Blason  | Écartelé en sautoir d'argent à deux cotices en barre de gueules, et d'azur plain. |
| Blason de Conflandey | Détails | Le statut officiel du blason reste à déterminer.                                  |

| Blason de Conflans-sur-Lanterne | Blason  | D'azur à deux bars adossés d'or, accompagnés de quatre croisettes recroisetées cousues de gueules*. |
| Blason de Conflans-sur-Lanterne | Détails | * Ces armes emploient le terme « cousu » dans le seul but de contrevenir à la règle de contrariété des couleurs : elles sont fautives : gueules sur azur. Les deux bars adossés rappellent l'attachement de la commune à l'ancien Duché de Bar. |

| Blason de Confracourt | Blason  | De sinople à la fasce d'argent chargée d'une fasce de gueules, surchargée de quatre chevrons couchés d'or. |
| Blason de Confracourt | Détails | Le statut officiel du blason reste à déterminer.                                                           |

| Blason de Contréglise | Blason  | De gueules à l'église du lieu d'argent ; à la bordure du même.    |
| Blason de Contréglise | Détails | Armes parlantes. Le statut officiel du blason reste à déterminer. |

| Blason de Corbenay | Blason  | Parti de sinople et de pourpre, à un cyclamor câblé sur lequel sont passants à l’intérieur trois lièvres réunis en abîme par les oreilles, chacun ayant une oreille en commun avec le précédent et le suivant, les trois oreilles formant un triangle renversé ; le tout d’argent et brochant sur la partition. |
| Blason de Corbenay | Détails | Le statut officiel du blason reste à déterminer. |

| Blason de Cordonnet | Blason  | De gueules à la bande vivrée d'or, à un annelet câblé de sinople feuillé vers l'extérieur de sept pièces du même brochant sur le tout. |
| Blason de Cordonnet | Détails | Le statut officiel du blason reste à déterminer.                                                                                       |

| Blason de Corravillers | Blason  | Coupé d'or aux trois bandes de gueules, et du premier au lion du second, couronné d'azur et tenant une épée du même. |
| Blason de Corravillers | Détails | Le statut officiel du blason reste à déterminer.                                                                     |

| Blason de Corre | Blason  | D’azur semé de billettes d’or, à deux lions affrontés, bissés et couronnés d'or, armés et lampassés de gueules ; enté d’or chargé de quatre poissons ployés de sinople, lorrés de gueules et posés en croix virgulée. Ornements extérieursCroix de guerre 39-45 Devise / Cri« septrentrionem meridionemque jungo » |
| Blason de Corre | Détails | Bien qu'on s'interdise de modifier les blasonnements de N. Vernot, il conviens de noter que "lion bissé" (ou "vuivré") n'est défini nulle part et ne fait pas penser immédiatement à un mi-lion-mi-serpent; que "ordonné en croix virgulé" devrait être plus correctement "posés en croix" : la croix virgulée (ou "basque") disposant les "virgules" dans l'autre sens et à partir d'un sautoir, la posture "en virgule" des poissons étant déjà exprimée par "poissons ployés" Armoiries conçues par M. Nicolas VERNOT ; date d'adoption inconnue. |

| Blason de Côte (La) | Blason  | De sable aux trois bandes bretessées d'or, à la fasce d'azur brochante. |
| Blason de Côte (La) | Détails | Le statut officiel du blason reste à déterminer.                        |

| Blason de Courcuire | Blason  | Tiercé en pairle renversé: au 1) de sinople, à un clocher d'or, ajouré de sable, le dôme de sable vivré d'orangé et girouetté d'argent, au 2) d'azur au lion d'or tenant dans sa dextre un étrier d'argent suspendu à une étrivière du même, au 3) d'argent à trois fleurs d'orchidée au naturel mal ordonnées. |
| Blason de Courcuire | Détails | Création J-F Binon, adoptée en janvier 2021 |

| Blason de Courmont | Blason  | D'argent au chêne arraché de sinople fûté de tenné; mantelé d'azur semé de billettes d'or, au lion couronné du même, armé de gueules, issant de la partition |
| Blason de Courmont | Détails | Creation JF Binon. Le statut officiel du blason reste à déterminer.                                                                                          |

| Blason de Courtesoult-et-Gatey | Blason  | D'or à la lettre capitale T de sable; à la bordure de gueules. |
| Blason de Courtesoult-et-Gatey | Détails | Le statut officiel du blason reste à déterminer.               |

| Blason de Cresancey | Blason  | De sinople à la bordure dentelée d'or.           |
| Blason de Cresancey | Détails | Le statut officiel du blason reste à déterminer. |

| Blason de Crevans-et-la-Chapelle-lès-Granges | Blason  | D'azur à deux chevrons d'or.                     |
| Blason de Crevans-et-la-Chapelle-lès-Granges | Détails | Le statut officiel du blason reste à déterminer. |

| Blason de Creveney | Blason  | Écartelé en sautoir d'argent à deux bâtons de sable, et de sinople plain aux flancs. |
| Blason de Creveney | Détails | Le statut officiel du blason reste à déterminer.                                     |

| Blason de La Creuse | Blason  | D'azur à un clocheton comtois au naturel ajouré de sable, au dôme de gueules chargé de trois macles d'or mal ordonnées remplies de sinople; chaussé d'or à deux feuilles de chêne de sinople, posées appointées en chevron versé |
| Blason de La Creuse | Détails | Creation J-F Binon, présent chez PanneauPocket, 2024 |

| Blason de Cubry-lès-Faverney | Blason  | Écartelé : au 1er de sinople au chevron alésé d’or soutenu d’un sanglier du même défendu d’argent, au 2d d’argent à une gerbe de gueules liée d’azur, au 3e d’argent à un chêne arraché de sinople englanté de pourpre, au 4e de sinople au chevron alésé d’or soutenu d’une vache accolée et clarinée du même. |
| Blason de Cubry-lès-Faverney | Détails | Le statut officiel du blason reste à déterminer. |

| Blason de Cult | Blason  | De gueules aux trois pals d’argent. Ornements extérieursDeux lions d'or aux flancs surmontés par deux rameaux de sinople, le tout surmonté d'une couronne murale d'or. |
| Blason de Cult | Détails | Le statut officiel du blason reste à déterminer. |

Pas d'information pour les communes suivantes : Cemboing, Cenans, Cendrecourt, Chambornay-lès-Bellevaux, Chambornay-lès-Pin, Champvans (Haute-Saône), Chancey, La Chapelle-lès-Luxeuil, La Chapelle-Saint-Quillain, Chargey-lès-Gray, Charmes-Saint-Valbert, Châtenois (Haute-Saône), Chauvirey-le-Vieil, Chaux-la-Lotière, Chavanne, Chemilly (Haute-Saône), Chevigney, Cintrey, Cirey, Citers, Citey, Clans (Haute-Saône), Coisevaux, La Corbière, Cornot, Coulevon, Courchaton, Couthenans, Cromary, Cugney, Cuve (Haute-Saône).
- Haut – A
- B
- C
- D
- E
- F
- G
- H
- I
- J
- K
- L
- M
- N
- O
- P
- Q
- R
- S
- T
- U
- V
- W
- X
- Y
- Z

## D
| Blason de Dambenoît-lès-Colombe | Blason  | D’argent à trois étoiles de sable. Devise / Cri« dominus benignus » (seigneur bienveillant).                                                                                    |
| Blason de Dambenoît-lès-Colombe | Détails | La municipalité utilise une version du blason avec des étoiles de six rais, surmontés d'une bande de sable arborant la devise. Le statut officiel du blason reste à déterminer. |

| Blason de Dampierre-sur-Linotte | Blason  | De gueules à la cotice en barre d’azur* accompagnée en chef de deux clés versées entretenues d’or et d’une coupe du même dans une main dextre de sable, le tout rangé en barre, et en pointe d’un bouquet de trois glands d’or posé en bande et feuillé de trois pièces de sinople. |
| Blason de Dampierre-sur-Linotte | Détails | * Il y a là non-respect de la règle de contrariété des couleurs : ces armes sont fautives (azur sur gueules). |

| Blason de Dampierre-sur-Salon | Blason  | De gueules à deux truites adossées d’or.         |
| Blason de Dampierre-sur-Salon | Détails | Le statut officiel du blason reste à déterminer. |

| Blason de Dampvalley-lès-Colombe | Blason  | Taillé-ondé de sinople à une roue de moulin d’or, et du même maçonné de sable, à une palme de sinople posée en barre brochante ; à la barre ondée d’argent sur le sinople et de sinople sur l’or, brochant sur la partition.                                                                                                |
| Blason de Dampvalley-lès-Colombe | Détails | La roue de moulin évoque le massacre de la population par les soldats de Turenne en 1644, dont la seule survivante s'était cachée sous une roue de moulin. La palme évoque Saint Valère, et la bande ondée la Colombine, qui traverse le village du Nord-Est au Sud-Ouest. Le statut officiel du blason reste à déterminer. |

| Blason de Dampvalley-Saint-Pancras | Blason  | De sinople à deux palmes d’argent passées en sautoir et entrelacées avec un cœur vidé d’or ; chapé ployé à dextre d'argent à un flanchis de gueules, et à senestre du même à un mouton paissant d’argent. |
| Blason de Dampvalley-Saint-Pancras | Détails | Armoiries conçues par M. Nicolas VERNOT, adoptées le 16 février 2005. |

| Blason de Demangevelle | Blason  | D’or à la fasce de sable.                        |
| Blason de Demangevelle | Détails | Le statut officiel du blason reste à déterminer. |

Pas d'information pour les communes suivantes : Dampierre-lès-Conflans, Delain (Haute-Saône), La Demie, Denèvre
- Haut – A
- B
- C
- D
- E
- F
- G
- H
- I
- J
- K
- L
- M
- N
- O
- P
- Q
- R
- S
- T
- U
- V
- W
- X
- Y
- Z

## E
| Blason de Échavanne | Blason  | Gironné d’or et de gueules.                      |
| Blason de Échavanne | Détails | Le statut officiel du blason reste à déterminer. |

| Blason de Échenans-sous-Mont-Vaudois | Blason  | Parti d'azur à quatre barres d'or, et d'argent à trois demi-ramures de cerf de sable posées en fasce et rangées en pal.                                              |
| Blason de Échenans-sous-Mont-Vaudois | Détails | Le senestre reprend les armes de Frédéric de Wurtemberg, qui fit ériger le temple protestant de la commune en 1584. Le statut officiel du blason reste à déterminer. |

| Blason de Échenoz-la-Méline | Blason  | De sinople à une étoile à douze rais d'or chargée d'un tourteau d'azur ; au mantel renversé aussi d'or, chargé d'un fer de trident renversé de gueules |
| Blason de Échenoz-la-Méline | Détails | Le statut officiel du blason reste à déterminer. |

| Blason de Écromagny | Blason  | D'argent tourtelé de sinople.                                                                                      |
| Blason de Écromagny | Détails | Les tourteaux évoquent les nombreux hameaux composant la commune. Le statut officiel du blason reste à déterminer. |

| Blason de Écuelle | Blason  | Parti au 1) de sinople à trois quintefeuilles d'argent; au 2) d'argent à uu crosseron de gueules; à une colonne antique d'or brochant en pointe sur la partition; le tout au chef d'azur semé de billettes d'or, au lion issant couronné du même, armé et lampassé de gueules, brochant. |
| Blason de Écuelle | Détails | Création J-F Binon; .PanneauPocket 2022 |

| Blason de Équevilley | Blason  | D'argent à une croix de Malte de gueules ; embrassé d'azur à senestre. |
| Blason de Équevilley | Détails | Le statut officiel du blason reste à déterminer.                       |

| Blason de Esmoulières | Blason  | D'argent à la bande de gueules côtoyée de deux cotices du même. |
| Blason de Esmoulières | Détails | Le statut officiel du blason reste à déterminer.                |

| Blason de Esprels | Blason  | Parti d’argent à la croix pattée à huit pointes de gueules, et du même aux deux pals accolés d’or, celui de dextre retrait, celui de senestre abaissé, confondus en abîme, chargés de trois marteaux contournés de sable, celui du milieu posé en fasce ; au chef d’azur chargé de deux jumelles d’or. |
| Blason de Esprels | Détails | Le statut officiel du blason reste à déterminer. |

| Blason de Étobon | Blason  | Parti de gueules à deux bars adossés d’or, mi-parti du même à l’aigle bicéphale de sable accompagnée en pointe de quatre trèfles de sinople posés en chevron renversé. Ornements extérieursLégion d'Honneur (28 février 1949) |
| Blason de Étobon | Détails | Le statut officiel du blason reste à déterminer. |

| Blason de Étuz | Blason  | De gueules à la fasce d'argent accompagnée en chef de deux losanges et en pointe d'une rose, le tout du même. |
| Blason de Étuz | Détails | Le statut officiel du blason reste à déterminer.                                                              |

Pas d'information pour les communes suivantes : Échenoz-le-Sec, Éhuns, Errevet, Esboz-Brest, Esmoulins, Essertenne-et-Cecey, Étrelles-et-la-Montbleuse
- Haut – A
- B
- C
- D
- E
- F
- G
- H
- I
- J
- K
- L
- M
- N
- O
- P
- Q
- R
- S
- T
- U
- V
- W
- X
- Y
- Z

## F
| Blason de Fahy-lès-Autrey | Blason  | De sinople aux trois chevrons abaissés d’or accompagnés de deux frênes d’argent en chef. Devise / Cri« jamais ne faillis » |
| Blason de Fahy-lès-Autrey | Détails | Armoiries conçues par M. Nicolas VERNOT, adoptées le 4 février 2005.                                                       |

| Blason de Fallon | Blason  | Écartelé d’or à cinq tourteaux d’azur, et du même à cinq besants d'or. |
| Blason de Fallon | Détails | Armoiries de concepteur inconnu, adoptées en 1993.                     |

| Blason de Faucogney-et-la-Mer | Blason  | Coupé de gueules au lion d'or issant de la partition, et d'argent à un faucon du premier empiétant une perdrix renversée du même |
| Blason de Faucogney-et-la-Mer | Détails | Armes parlantes. Armoiries octroyées selon un Décret Royal du 8 novembre 1819, sous leur blasonnement actuel.                    |

| Blason de Faverney | Blason  | D’argent au sautoir alésé de sable, les extrémités en forme de clé à coulisse, le mors supérieur de la branche en pointe senestre remplacé par une croix. Devise / Cri« progredior » |
| Blason de Faverney | Détails | Le statut officiel du blason reste à déterminer. |

| Blason de Faymont | Blason  | Écartelé de ??? et de ???, à une roue de moulin de ??? brochant en chef sur les 1er et 2d quartiers. |
| Blason de Faymont | Détails | À vérifier... Le statut officiel du blason reste à déterminer.                                       |

| Blason de Fédry | Blason  | D'argent à une fasce de gueules chargée de trois croissants renversés d'or. |
| Blason de Fédry | Détails | Le statut officiel du blason reste à déterminer.                            |

| Blason de Les Fessey | Blason  | D’or à un rocher de sable.                       |
| Blason de Les Fessey | Détails | Le statut officiel du blason reste à déterminer. |

| Blason de Fleurey-lès-Faverney | Blason  | De pourpre au marteau d’or emmanché de sinople, embouté d’argent et morné de gueules. |
| Blason de Fleurey-lès-Faverney | Détails | Le statut officiel du blason reste à déterminer.                                      |

| Blason de Fleurey-lès-Lavoncourt | Blason  | D'azur à une fleur de lis d'or surmontée d'un lambel de gueules, au comble d'argent chargé de l'inscription « FLEUREY LES LAVONCOURT » de sable.                                                                                             |
| Blason de Fleurey-lès-Lavoncourt | Détails | * Il y a là non-respect de la règle de contrariété des couleurs : ces armes sont fautives (gueules sur azur). La raison de la reprise par cette commune des armes de Provence est inconnue. Le statut officiel du blason reste à déterminer. |

| Blason de Fondremand | Blason  | Parti de gueules à la bande d'argent, et de sable à trois branchettes d'éperon du second. |
| Blason de Fondremand | Détails | Parti des armes des familles de Neuchâtel (à dextre) et de Rosières (à senestre), qui tinrent toutes les deux le lieu. Armoiries conçues par M. Camille HEIDET, année d'adoption inconnue mais antérieure à 1998. |

| Blason de Fontaine-lès-Luxeuil | Blason  | De gueules à une fontaine jaillissante d’argent sommée d’une croisette pattée du même et tenue par deux lions regardant, couronnés et affrontés d’or, le tout sur une terrasse d’argent. Devise / Cri« edidi leonem » (j'ai donné naissance à un lion)                                                                                               |
| Blason de Fontaine-lès-Luxeuil | Détails | La fontaine rappelle celle du village. La croix pattée rappelle le prieuré local fondé par Saint Colomban vers 595, et la devise rappelle que ce sont les pierres des carrières du lieu qui ont été utilisées pour construire le Lion de Belfort. Armes parlantes. (fontaine) Armoiries conçues par M. Nicolas VERNOT, adoptées le 14 décembre 2005. |

| Blason de Fouchécourt | Blason  | D'azur à trois flanchis d'argent surmontés d'un lambel de gueules. |
| Blason de Fouchécourt | Détails | * Il y a là non-respect de la règle de contrariété des couleurs : ces armes sont fautives (gueules sur azur). Inspiré des armes de la famille seigneuriale de Fouchécourt, où les besants ont été remplacés par des flanchis. Le statut officiel du blason reste à déterminer. |

| Blason de Fougerolles | Blason  | Coupé d’azur aux deux lions issants affrontés d’or, et de gueules à trois étoiles d’argent. |
| Blason de Fougerolles | Détails | Le statut officiel du blason reste à déterminer.                                            |

| Blason de Frahier-et-Chatebier | Blason  | Écartelé : au 1er d’azur à un soleil non figuré d’or, au 2d de sinople à la tour donjonnée d’or, au 3e de sinople à la roue de moulin de huit rais d’or, au 4e d’azur à l’épi de blé d’or posé en barre. |
| Blason de Frahier-et-Chatebier | Détails | L'Armorial des communes de France, sur preuve, annonce la tour et la roue de moulin d'argent et non d'or. Le statut officiel du blason reste à déterminer.                                               |

| Blason de Framont | Blason  | Coupé ondé : au 1er d'azur semé de billettes d'or, à un lion couronné d'or, armé et lampassé de gueules brochant et issant de la partition, au 2d parti au I de sinople à une colombe essorante d'argent tenant dans son bec la sainte Ampoule d'or, au II d'argent à deux clés de gueules passées en sautoir, les anneaux liés par une chaîne du même. |
| Blason de Framont | Détails | Adopté le 22 janvier 2024. |

| Blason de Franchevelle | Blason  | De gueules au chevron d’argent chargé de quatre burelles ondées d’azur, accompagné en chef de cinq étoiles d’argent accostées de deux rameaux, de hêtre à dextre et de chêne à senestre, feuillés de trois pièces et fruités de deux, et en pointe d’un lis de jardin d’argent tigé et feuillé d’or, ses pistils de même. Devise / CriFloreat sub stellis » (Qu'elle soit florissante sous les étoiles) |
| Blason de Franchevelle | Détails | Le lys de jardin en pointe rappelle la pureté de Sainte Vaude. Les autres éléments sont extraits des armes des familles féodales du lieu. Armoiries conçues par M. Nicolas VERNOT, adoptées le 15 septembre 2011. |

| Blason de Frasne-le-Château | Blason  | De vair à la fasce d'or.                         |
| Blason de Frasne-le-Château | Détails | Le statut officiel du blason reste à déterminer. |

| Blason de Frédéric-Fontaine | Blason  | Écartelé : au 1er d’or à trois demi-ramures de sable posées en fasce et rangées en pal, au 2d d’or à une ancre de sable, au 3e d’azur à une bannière d’or chargée d’une aigle de sable et emmanchée du même, posée en bande, au 4e de gueules à deux bars adossés d’or. |
| Blason de Frédéric-Fontaine | Détails | Le statut officiel du blason reste à déterminer. |

| Blason de Fresne-Saint-Mamès | Blason  | D'or à une fasce de sinople frettée d'argent, accompagnée de trois tourteaux de gueules. |
| Blason de Fresne-Saint-Mamès | Détails | Le statut officiel du blason reste à déterminer.                                         |

| Blason de Fresse (Haute-Saône) | Blason  | Écartelé : au 1er d’or au frêne arraché accolé d’un lierre, le tout d'azur, au 2d d’azur à la croix fourchée de huit pointes d’or, au 3e d’azur à la Sainte Vierge tenant dans son bras senestre l’enfant Jésus, le tout d’or, au 4e d’or à un pic et un marteau de mineur passés en sautoir, soutenus d’un croissant, le tout de sable. |
| Blason de Fresse (Haute-Saône) | Détails | Armes parlantes. (proximité sonore entre "Fresse" et "frêne") Le statut officiel du blason reste à déterminer. |

| Blason de Fretigney-et-Velloreille | Blason  | Coupé de gueules à la bande vivrée d’or, et d’argent à l’ours passant de sable. |
| Blason de Fretigney-et-Velloreille | Détails | Le statut officiel du blason reste à déterminer.                                |

| Blason de Froideconche | Blason  | D'azur à la roue dentée de huit pièces d'argent, cerclée d'or, à quatre rais d'argent en croix, son moyeu carré d'or percé d'argent ; au chef parti d'un coupé-ployé haussé d'or et de sinople, et de gueules à trois clous de la Passion d'or. |
| Blason de Froideconche | Détails | Le statut officiel du blason reste à déterminer. |

| Blason de Froideterre | Blason  | De gueules à la bande d'or.                      |
| Blason de Froideterre | Détails | Le statut officiel du blason reste à déterminer. |

| Blason de Frotey-lès-Lure | Blason  | De gueules aux deux fléaux d’or passée en sautoir, au bras dextre d’argent paré de sable, tenant un chardon arraché aussi d’or, le tout mis en pal et brochant sur les fléaux. Devise / Cri« spinas ejus non timui » |
| Blason de Frotey-lès-Lure | Détails | Le statut officiel du blason reste à déterminer. |

Pas d'information pour les communes suivantes : Ferrières-lès-Ray, Ferrières-lès-Scey, Filain (Haute-Saône), Flagy (Haute-Saône), Fleurey-lès-Saint-Loup, Fontenois-la-Ville, Fontenois-lès-Montbozon, Fouvent-Saint-Andoche, Francalmont, Francourt.
Frotey-lès-Vesoul porte un pseudo-blason. C'est l'unique commune du département dans ce cas à ce jour.
- Haut – A
- B
- C
- D
- E
- F
- G
- H
- I
- J
- K
- L
- M
- N
- O
- P
- Q
- R
- S
- T
- U
- V
- W
- X
- Y
- Z

## G
| Blason de Genevreuille | Blason  | Parti de gueules à la bande d'or, et d'argent à une branche de genévrier de sinople fruitée de sable. |
| Blason de Genevreuille | Détails | Armes parlantes. (branche de genévrier) Le statut officiel du blason reste à déterminer.              |

| Blason de Georfans | Blason  | De sinople au chef-pal d'argent chargé d'un chef-pal du champ surchargé de cinq ombres de feuilles de chêne. |
| Blason de Georfans | Détails | Le statut officiel du blason reste à déterminer.                                                             |

| Blason de Germigney | Blason  | Tranché de gueules à la croisette à huit pointes d'or, et d'argent à une feuille de nénuphar de sable. |
| Blason de Germigney | Détails | Le statut officiel du blason reste à déterminer.                                                       |

| Blason de Gevigney-et-Mercey | Blason  | Parti d’or à la fasce de sable, et d’azur à la bande du premier. |
| Blason de Gevigney-et-Mercey | Détails | Le statut officiel du blason reste à déterminer.                 |

| Blason de Gouhenans | Blason  | D'azur à la croix tréflée d'or.                  |
| Blason de Gouhenans | Détails | Le statut officiel du blason reste à déterminer. |

| Blason de Grammont | Blason  | D'azur à trois bustes de reine de carnation, chevelés de sable et couronnés d'or. |
| Blason de Grammont | Détails | Le statut officiel du blason reste à déterminer.                                  |

| Blason de La Grande-Résie | Blason  | Coupé ondé: au 1) parti : au 1a) de gueules à une gerbe de blé d'or liée du même, au 2b) d'argent à un chêne arraché de sinople englanté et fûté de tenné; au 2) d'azur à trois trèfles d'or |
| Blason de La Grande-Résie | Détails | Création J-F Binon; sur PanneauPocket 2024 |

| Blason de Grandvelle-et-le-Perrenot | Blason  | D'argent à trois bandes de sable ; au chef du champ chargé d'une aigle du second.                                          |
| Blason de Grandvelle-et-le-Perrenot | Détails | Inspiré des armes de la famille Perrenot de Granvelle, qui portait un chef du Saint-Empire romain germanique. Adopté. le ? |

| Blason de Granges-la-Ville | Blason  | De gueules à deux fléaux d’or passés en sautoir, accompagnés en pointes de deux bars adossés du même. |
| Blason de Granges-la-Ville | Détails | Le statut officiel du blason reste à déterminer.                                                      |

| Blason de Granges-le-Bourg | Blason  | De gueules à deux fléaux d’or passés en sautoir, accompagnés en pointe de deux bars adossés du même. |
| Blason de Granges-le-Bourg | Détails | Le statut officiel du blason reste à déterminer.                                                     |

| Blason de Grattery | Blason  | Palé contre-palé d’argent et de sinople.         |
| Blason de Grattery | Détails | Le statut officiel du blason reste à déterminer. |

| Blason de Gray | Blason  | Coupé: au 1er d'azur semé de billettes d'or, au lion issant du même, armé et lampassé de gueules, brochant, au 2nd d'argent à trois flammes de gueules. Devise / Cri« Triplex victoria flammis » : « Trois fois victorieuse des flammes » |
| Blason de Gray | Détails | Le statut officiel du blason reste à déterminer. |

| Blason de Gy | Blason  | D’azur à la foi alésée de carnation. Devise / Cri« ferme comme Gy » |
| Blason de Gy | Détails | Le statut officiel du blason reste à déterminer.                    |

Pas d'information pour les communes suivantes : Genevrey, Gézier-et-Fontenelay, Girefontaine, Gourgeon, Grandecourt, Gray-la-Ville.
- Haut – A
- B
- C
- D
- E
- F
- G
- H
- I
- J
- K
- L
- M
- N
- O
- P
- Q
- R
- S
- T
- U
- V
- W
- X
- Y
- Z

## H
| Blason de Haut-du-Them-Château-Lambert | Blason  | D’argent à un mont à trois coupeaux de sinople chargé d’une source du champ d'où s’écoule vers la pointe une rivière de même, le mont surmonté d’un pic de mineur et d’un marteau de gueules passés en sautoir, sur lesquels broche un briquet d’or accostés de deux digitales de sinople fleuries de pourpre, mouvant des coupeaux des flancs. Ornements extérieursCroix de Guerre 1939 - 1945 Devise / Cri« vers l'amont » |
| Blason de Haut-du-Them-Château-Lambert | Détails | Le statut officiel du blason reste à déterminer. |

| Blason de Hautevelle | Blason  | Coupé ondé : au 1er parti au I de gueules à une masse d'or et à une pince de tréfileur du même passées en sautoir, au II d'or à un chêne au naturel, au 2d d'azur à une carpe d'argent surmontée en flancs de deux croisettes recroisetées au pied fiché d'or. |
| Blason de Hautevelle | Détails | L'onde, l'azur et la carpe représentent l'étang du Beuchot. Le chêne renvoie au chêne multiséculaire dit de la Vierge et aux forêts de la commune. La masse et la pince représentent les forges puis la tréfilerie du Beuchot. Enfin, les croisettes figurent dans les armes du Barrois, dont Hautevelle fut une enclave avant d'être intégrée au royaume de France en 1766. Adopté en décembre 2020. |

| Blason de Héricourt | Blason  | D’argent au tau de gueules, au chef du même chargé d’une balance d’or. |
| Blason de Héricourt | Détails | Le statut officiel du blason reste à déterminer.                       |

Pas d'information pour les communes d'Hugier, d'Hurecourt et d'Hyet.
- Haut – A
- B
- C
- D
- E
- F
- G
- H
- I
- J
- K
- L
- M
- N
- O
- P
- Q
- R
- S
- T
- U
- V
- W
- X
- Y
- Z

## I
Pas d'information pour la commune d'Igny.

## J
| Blason de Jasney | Blason  | Écartelé : au 1er d'azur à une étoile d'or, au 2d d'azur à la bande d'or, au 3e de gueules à un cor enguiché d'argent, l'embouchure à senestre, au 4e d'or plain ; à la croix estrée d'argent brochant sur la partition. |
| Blason de Jasney | Détails | Reprise des anciennes armes de Lons-le-Saunier sous l'Empire, lorsque Lons a repris ses anciennes armes sous Louis XVIII. Le statut officiel du blason reste à déterminer.                                               |

| Blason de Jonvelle | Blason  | De sinople au château d’or sur une terrasse de sable. |
| Blason de Jonvelle | Détails | * Il y a là non-respect de la règle de contrariété des couleurs : ces armes sont fautives (sable sur sinople). Le statut officiel du blason reste à déterminer. |

| Blason de Jussey | Blason  | Coupé d'azur au lion issant d'argent, et de gueules au flanchis du second.                                                                         |
| Blason de Jussey | Détails | Adopté par préférence aux armoiries attribuées par D'Hozier : D'azur à une tour d'argent maçonnée de sable et accostée de deux fleurs de lys d'or. |

- Haut – A
- B
- C
- D
- E
- F
- G
- H
- I
- J
- K
- L
- M
- N
- O
- P
- Q
- R
- S
- T
- U
- V
- W
- X
- Y
- Z

## L
| Blason de Lambrey | Blason  | D'azur au chevron d'or accompagné en chef de deux fermaux du même et en pointe d'un puits d'argent maçonné de sable. |
| Blason de Lambrey | Détails | Adopté le 27 janvier 2022.                                                                                           |

| Blason de Lantenot | Blason  | D'azur à sept grillets d'or, cinq posés en sautoir soutenus de deux rangés en pal. |
| Blason de Lantenot | Détails | Le statut officiel du blason reste à déterminer.                                   |

| Blason de Lanterne-et-les-Armonts (La) | Blason  | De sinople à la roue de moulin en chef et à la fasce ondée en pointe, le tout d’argent. |
| Blason de Lanterne-et-les-Armonts (La) | Détails | Le statut officiel du blason reste à déterminer.                                        |

| Blason de Lavigney | Blason  | Taillé d'azur au croissant d'argent, et du même à l'écusson du même chargé d'une croisette pattée de gueules, surmonté d'un filet en barre de gueules. |
| Blason de Lavigney | Détails | Le champ d'azur reprend les armes de la famille Petit, dernière tenancière du lieu avant la révolution. Le champ d'argent honore Jacques de Molay, dernier Grand-Maître officiel de l'ordre du Temple, né dans le village voisin et dont il tire son nom. Le statut officiel du blason reste à déterminer. |

| Blason de Lavoncourt | Blason  | D'azur à sept coquilles d’or ordonnées 2, 2, 2 et 1. |
| Blason de Lavoncourt | Détails | La commune emploie le blasonnement d'or, tandis que les plaques de rue de la commune emploient le blasonnement en alias. Le statut officiel du blason reste à déterminer. |
| Blason de Lavoncourt | Alias   | D'azur à sept coquilles d’argent ordonnées 1, 2, 1, 2 et 1. |

| Blason de Lieffrans | Blason  | D’azur à trois broyes d’or posées en fasce et rangées en pal, au chef bastillé d’argent de quatre pièces et deux demi, chargé d’un émouchet essorant de gueules posé sur le merlon du milieu. |
| Blason de Lieffrans | Détails | Armoiries conçues par MM. Nicolas et Joseph VERNOT ; année d’adoption inconnue. |

| Blason de Linexert | Blason  | De sinople au chevron d'argent.                                       |
| Blason de Linexert | Détails | Armoiries composées par M. Camille HEIDET, année d'adoption inconnue. |

| Blason de Lomont | Blason  | D'azur à un château d'or couvert en croupe et chargé d'un écusson de gueules plain ; à la terrasse en talus d'argent.                                                                                               |
| Blason de Lomont | Détails | Différences entre dessin et blasonnement : Le château sur les armoiries de la municipalité est dessiné avec deux niveaux, ce qui n'est ni par défaut, ni blasonné. Le statut officiel du blason reste à déterminer. |

| Blason de Longevelle | Blason  | De gueules à un frêne d'argent accolé d'un lierre du même, accompagné en pointe d'un lambel du même de trois pendants chacun chargé d'une flamme du champ. |
| Blason de Longevelle | Détails | Le statut officiel du blason reste à déterminer. |

| Blason de Longine (La) | Blason  | Parti de gueules et d’or en feuilles de tilleul. |
| Blason de Longine (La) | Détails | Le statut officiel du blason reste à déterminer. |

| Blason de Loulans-Verchamp | Blason  | D’azur à la fasce d’argent accompagnée en chef de deux carreaux en losange et en pointe d’une rose, le tout d’or. |
| Blason de Loulans-Verchamp | Détails | Le statut officiel du blason reste à déterminer.                                                                  |

| Blason de Lure | Blason  | D'azur au soleil d'or. Devise / Cri"Undique nos Tuere" (Protège‑nous de tous côtés) |
| Blason de Lure | Détails | Le statut officiel du blason reste à déterminer.                                    |

| Blason de Luxeuil-les-Bains | Blason  | Coupé d’azur billeté d’or au lion issant du même, armé et lampassé de gueules, brochant sur le tout, et du même au soleil d’or. |
| Blason de Luxeuil-les-Bains | Détails | officiel, présent sur le site internet de la commune                                                                            |

| Blason de Luze | Blason  | Parti d’argent et de gueules, à la bande ondée d’azur brochant ; sur le tout, parti de gueules à deux bars adossés d’or et rangés en barre, et du même à trois demi-ramures de sable, posées en fasce et rangées en pal. |
| Blason de Luze | Détails | Le statut officiel du blason reste à déterminer. |

| Blason de Lyoffans | Blason  | Coupé : au premier d'azur à la main bénissante de carnation parée rayé de gueules et de sable, rebrassé d'argent, au second de gueules au sautoir d'or. |
| Blason de Lyoffans | Détails | Le statut officiel du blason reste à déterminer. |

Pas d'information pour les communes suivantes : Larians-et-Munans, Larret, Lieucourt, Liévans, Lœuilley
- Haut – A
- B
- C
- D
- E
- F
- G
- H
- I
- J
- K
- L
- M
- N
- O
- P
- Q
- R
- S
- T
- U
- V
- W
- X
- Y
- Z

## M
| Blason de Magnoncourt | Blason  | De gueules au triskel d’or.                      |
| Blason de Magnoncourt | Détails | Le statut officiel du blason reste à déterminer. |

| Blason de Le Magnoray | Blason  | Coupé en sapin d’argent et de sinople.           |
| Blason de Le Magnoray | Détails | Le statut officiel du blason reste à déterminer. |

| Blason de Magny-Danigon | Blason  | D'or à la fasce de gueules surmontée d'un sanglier courant de sable. |
| Blason de Magny-Danigon | Détails | Le statut officiel du blason reste à déterminer.                     |

| Blason de Magny-Jobert | Blason  | De gueules à une roue de moulin d'or, chapé d'argent plain. |
| Blason de Magny-Jobert | Détails | Le statut officiel du blason reste à déterminer.            |

| Blason de Magny-Vernois | Blason  | Écartelé : au 1er de gueules à une roue de moulin d'or, au 2d du même à un verne arraché de sinople accolé d'un lierre de même, au 3e d'azur à un soleil d'or ; au 4e de gueules à un fourneau en fonte d'argent sur pieds. |
| Blason de Magny-Vernois | Détails | Armes parlantes. (verne) Présent sur le site internet de la commune. |

| Blason de Mailleroncourt-Charette | Blason  | D’argent à la bande de gueules coticée du même.  |
| Blason de Mailleroncourt-Charette | Détails | Le statut officiel du blason reste à déterminer. |

| Blason de Mailley-et-Chazelot | Blason  | D’or à trois maillets de gueules; au chef d’argent* chargé de l'inscription de sable « MAILLEY CHAZELOT » sur deux rangs.                             |
| Blason de Mailley-et-Chazelot | Détails | Armes parlantes. (maillets) * Il y a là non-respect de la règle de contrariété des couleurs : ces armes sont fautives (chef d'argent sur champ d'or). |

| Blason de Maizieres | Blason  | D’azur à un phénix d’argent becqué d’or et lampassé de gueules dans son immortalité du même, sur laquelle broche un flanchis écoté d’or ; au chef d’argent chargé de trois quintefeuilles de sable. |
| Blason de Maizieres | Détails | Armoiries conçues par M. Nicolas VERNOT, date d'adoption inconnue. |

| Blason de La Malachère | Blason  | D’azur à l’aigle d’or.                           |
| Blason de La Malachère | Détails | Le statut officiel du blason reste à déterminer. |

| Blason de Malbouhans | Blason  | Coupé d’or à trois cotices flammées à plomb de gueules, et de sable à sept feuilles de saule d’argent, 4 et 3. |
| Blason de Malbouhans | Détails | Le statut officiel du blason reste à déterminer.                                                               |

| Blason de Mandrevillars | Blason  | Parti de gueules et d'azur; au chef d'or chargé de deux étoiles à six rais de sable. |
| Blason de Mandrevillars | Détails | Le statut officiel du blason reste à déterminer.                                     |

| Blason de Mantoche | Blason  | Parti d'argent à la barre de sable chargée de trois besants du champ, et du même fretté du second, au chef de gueules. |
| Blason de Mantoche | Détails | Le statut officiel du blason reste à déterminer.                                                                       |

| Blason de Marast | Blason  | Cinq points de gueules équipollés à quatre points d'argent, ces derniers chargés chacun d'une moucheture d'hermine de sable. |
| Blason de Marast | Détails | Le statut officiel du blason reste à déterminer.                                                                             |

| Blason de Marnay | Blason  | De sable au soleil d’or. Ornements extérieursUne couronne de laurier au naturel, liée de gueules en pointe. Une couronne de marquis en cimier. Devise / CriJe luis pour tous. |
| Blason de Marnay | Détails | Le statut officiel du blason reste à déterminer. |

| Blason de Melincourt | Blason  | Écartelé : au 1er coupé-émanché d’argent et de gueules, aux 2d et 3e de sinople à une roue de moulin d’or, les bras en sautoir, au 4e d’argent à la croix de Malte de gueules. |
| Blason de Melincourt | Détails | Le statut officiel du blason reste à déterminer. |

| Blason de Membrey | Blason  | Divisé en chevron abaissé, au 1) d’or au vase de sable d'où sortent deux rinceaux de sinople retombant sur les flancs au 2) de gueules au rais d’escarboucle d’or. |
| Blason de Membrey | Détails | Le statut officiel du blason reste à déterminer. |

| Blason de Menoux | Blason  | D’azur à deux sceptres d’or passés en sautoir.   |
| Blason de Menoux | Détails | Le statut officiel du blason reste à déterminer. |

| Blason de Mersuay | Blason  | De gueules à l'aigle d'argent.                   |
| Blason de Mersuay | Détails | Le statut officiel du blason reste à déterminer. |

| Blason de Moffans-et-Vacheresse | Blason  | De sinople au pal d’argent, à la divise vivrée de deux pièces ondées et fleurdelisées en chef, abaissée et brochant sur le pal, de l’un en l’autre, le pal chargé du clocher du lieu de pourpre mouvant de la divise, ajouré du champ et le cadran de même, et accosté de deux feuilles d’or, l’une de chêne à dextre, l’autre de hêtre à senestre. |
| Blason de Moffans-et-Vacheresse | Détails | Le statut officiel du blason reste à déterminer. |

| Blason de Moimay | Blason  | Parti d'un coupé-denché d'argent et de gueules, et d'un palé du premier et du second, au chef d'azur chargé de trois coquilles d'or. |
| Blason de Moimay | Détails | Armoiries adoptées le 18 décembre 1991, de concepteur inconnu.                                                                       |

| Blason de Molay | Blason  | D'azur au sautoir d'or cantonné de quatre limaces contournées du même ; à l'empreinte du sceau templier de gueules ombré de sable brochant en cœur. |
| Blason de Molay | Détails | Armes de Louis de Lassaut (où les limaçons sont devenus des limaces), seigneur de Molay, mort en 1535, auquel fut « apposé » le sceau de l'ordre du Temple, qui évoque Jacques de Molay, natif du village et qui fut le dernier grand maître de l'Ordre. Utilisé de fait.. |

| Blason de Montagney | Blason  | Coupé d'or à la croix estrée de sable, chaque branche pommetée de deux pièces accolées du même, et d'azur à trois cailles d'or, celles de senestre et de la pointe contournées. |
| Blason de Montagney | Détails | Le statut officiel du blason reste à déterminer. |

| Blason de Montigny-lès-Cherlieu | Blason  | Écartelé : au 1er d'azur à une étoile d'argent en chef, au 2d d'azur à la bande d'or, au troisième de gueules à un cor d'argent, au 4e d'or plain. |
| Blason de Montigny-lès-Cherlieu | Détails | Le statut officiel du blason reste à déterminer.                                                                                                   |

| Blason de Mont-Saint-Léger | Blason  | Parti d’argent à la croix ancrée de sable, et de gueules à trois merlettes d’argent soutenues de deux autres du même. |
| Blason de Mont-Saint-Léger | Détails | Le statut officiel du blason reste à déterminer.                                                                      |

| Blason de Montbozon | Blason  | De gueules à l'aigle d'argent.                   |
| Blason de Montbozon | Détails | Le statut officiel du blason reste à déterminer. |

| Blason de Montcey | Blason  | De gueules à un chevreuil passant d’or sur un mont de trois coupeaux d’argent chargé d’une burelle vivrée de sable. Devise / Cri« Heureux qui vit cela » |
| Blason de Montcey | Détails | Le gueules et l’argent sont les couleurs de la seigneurie de Montaigu, dont l'aigle a été remplacée par un chevreuil, plus représentatif de la faune locale. Le mont rappelle le nom de la commune et la burelle vivrée les grottes des Equevillons. Armes parlantes. (mont) Armoiries composées par M. Nicolas VERNOT, adoptées le 13 janvier 2006. |

| Blason de Montigny-lès-Vesoul | Blason  | Parti d’or à trois bandes de gueules ; et d’azur à trois broyes d’or l’une sur l’autre, au chef d’argent chargé d’un lion issant de gueules ; sur le tout de sinople à la chapelle abbatiale mouvant du flanc dextre, ouverte et ajourée de sable, prolongée jusqu'au flanc senestre d’une muraille avec fontaine adossée et passage montant, l’ensemble d’argent posé en perspective. |
| Blason de Montigny-lès-Vesoul | Détails | Le statut officiel du blason reste à déterminer. |

| Blason de Montureux-lès-Baulay | Blason  | D'or à la bande d'azur.                          |
| Blason de Montureux-lès-Baulay | Détails | Le statut officiel du blason reste à déterminer. |

Pas d'information pour les communes suivantes : Magnivray, Les Magny, Magny-lès-Jussey, Mailleroncourt-Saint-Pancras, Malans (Haute-Saône) , Malvillers, Maussans, Mélecey, Melin, Mélisey (Haute-Saône), Mercey-sur-Saône, Meurcourt, Miellin, Mignavillers, Mollans, Mont-le-Vernois,Montessaux La Montagne (Haute-Saône), Montarlot-lès-Rioz, Montboillon, Montcourt, Montdoré, Montjustin-et-Velotte, Montot (Haute-Saône) , Montureux-et-Prantigny, Motey-Besuche, Motey-sur-Saône.
- Haut – A
- B
- C
- D
- E
- F
- G
- H
- I
- J
- K
- L
- M
- N
- O
- P
- Q
- R
- S
- T
- U
- V
- W
- X
- Y
- Z

## N
| Blason de Nantilly | Blason  | De gueules à la coque d'un navire sommé de trois tours, une carrée accostée de deux rondes, le tout d’or. |
| Blason de Nantilly | Détails | Le statut officiel du blason reste à déterminer.                                                          |

| Blason de Navenne | Blason  | D'azur au lion d'or armé et lampassé de gueules, tenant dans ses pattes un encensoir d'argent et senestré d'un cœur du troisième*. |
| Blason de Navenne | Détails | * Il y a là non-respect de la règle de contrariété des couleurs : ces armes sont fautives (gueules sur azur).                      |

| Blason de Neurey-lès-la-Demie | Blason  | D'or au chevron d'azur accompagné de trois feuilles de noyer fruitées de deux pièces de sinople. |
| Blason de Neurey-lès-la-Demie | Détails | Le statut officiel du blason reste à déterminer.                                                 |

| Blason de Neuvelle-lès-Cromary | Blason  | D'azur à un besant d'or en pointe chargé d'une roue de moulin d'argent* de même dimension et surmonté d'une flamme du même. |
| Blason de Neuvelle-lès-Cromary | Détails | * Il y a là non-respect de la règle de contrariété des couleurs : ces armes sont fautives (argent sur or).                  |

| Blason de Neuvelle-lès-Lure (La) | Blason  | Coupé de gueules, et d'azur à une roue de moulin d'argent en pointe ; un pont droit d'une arche d'or brochant sur la partition. |
| Blason de Neuvelle-lès-Lure (La) | Détails | Le statut officiel du blason reste à déterminer.                                                                                |

| Blason de Noidans-le-Ferroux | Blason  | Coupé d'azur billeté d'or au lion couronné du même issant, armé et lampassé de gueules, brochant (de Franche-Comté) ; et d'argent à la roue dentée de sable sur laquelle broche un épi de blé d'or mis en pal. |
| Blason de Noidans-le-Ferroux | Détails | Le statut officiel du blason reste à déterminer. |

| Blason de Noidans-lès-Vesoul | Blason  | De gueules à la croix cousue d’azur* chargée de huit mouchetures d'hermine d’argent, deux sur la branche supérieure rangées en bande, quatre sur la traverse et deux sur la branche inférieure rangées en barre. |
| Blason de Noidans-lès-Vesoul | Détails | * Ces armes emploient le terme « cousu » dans le seul but de contrevenir à la règle de contrariété des couleurs : elles sont fautives : azur sur gueules.                                                        |

| Blason de Noroy-le-Bourg | Blason  | D’or à la bande de gueules, au franc-canton d’azur brochant. |
| Blason de Noroy-le-Bourg | Détails | Le statut officiel du blason reste à déterminer.             |

Pas d'information pour les communes de Neurey-en-Vaux, La Neuvelle-lès-Scey, Neuvelle-lès-la-Charité, et Noiron.
- Haut – A
- B
- C
- D
- E
- F
- G
- H
- I
- J
- K
- L
- M
- N
- O
- P
- Q
- R
- S
- T
- U
- V
- W
- X
- Y
- Z

## O
| Blason de Oigney | Blason  | D'azur à la bande d'or accompagnée en chef d'une carafe d'argent. |
| Blason de Oigney | Détails | Le statut officiel du blason reste à déterminer.                  |

| Blason de Oiselay-et-Grachaux | Blason  | De gueules à la bande vivrée d'or                                                                                       |
| Blason de Oiselay-et-Grachaux | Détails | Armes de la famille d'Oiselay (voir armorial du Tournoi de Chauvency). Le statut officiel du blason reste à déterminer. |

| Blason de Oppenans | Blason  | De sinople à une licorne saillante d’argent mouvant de la pointe, accornée, crinée, barbée et onglée d’or, au comble échancré de trois pièces du second. |
| Blason de Oppenans | Détails | Conflit héraldique : la licorne est présentée mouvant du flanc senestre. Le statut officiel du blason reste à déterminer.                                |

| Blason de Ormenans | Blason  | D’azur à la fasce d’argent chargée d’une tour de sinople, accompagnée de deux carreaux en losange en chef et d’une rose en pointe, le tout d’or. |
| Blason de Ormenans | Détails | Le statut officiel du blason reste à déterminer.                                                                                                 |

| Blason de Ouge | Blason  | De sinople à la bande d'argent chargée de l'inscription « OUGE » de sable, les lettres posées à plomb. |
| Blason de Ouge | Détails | Le statut officiel du blason reste à déterminer.                                                       |

| Blason de Ovanches | Blason  | Parti d'or à la bande de gueules chargée en cœur d'un sautoir en filet du champ, et d'argent à la croix écotée du second. |
| Blason de Ovanches | Détails | Le statut officiel du blason reste à déterminer.                                                                          |

Pas d'information pour les communes suivantes : Onay, Oricourt, Ormoiche, Ormoy (Haute-Saône), Oyrières.
- Haut – A
- B
- C
- D
- E
- F
- G
- H
- I
- J
- K
- L
- M
- N
- O
- P
- Q
- R
- S
- T
- U
- V
- W
- X
- Y
- Z

## P
| Blason de Passavant-la-Rochère | Blason  | De gueules aux deux fasces d’or accompagnées de neuf merlettes du même posées en orle. |
| Blason de Passavant-la-Rochère | Détails | Le statut officiel du blason reste à déterminer.                                       |

| Blason de Pennesières | Blason  | Parti de gueules au chevron d'or accompagné de trois roses du même, et d'azur à la bande vivrée d'or. |
| Blason de Pennesières | Détails | Le statut officiel du blason reste à déterminer.                                                      |

| Blason de Perrouse | Blason  | Taillé : au 1er d'argent à une croix ancrée de gueules, au 2d de gueules à un cheval gai cabré d'or. |
| Blason de Perrouse | Détails | Utilisé de fait                                                                                      |

| Blason de Pesmes | Blason  | D’azur à la main dextre appaumée d’argent.       |
| Blason de Pesmes | Détails | Le statut officiel du blason reste à déterminer. |

| Blason de Plancher-Bas | Blason  | D’argent au chêne arraché au naturel.            |
| Blason de Plancher-Bas | Détails | Le statut officiel du blason reste à déterminer. |

| Blason de Plancher-les-Mines | Blason  | Tiercé en pairle : au 1er de gueules à une clé contournée d’or, au 2d d’argent à deux pics de mineur de sable passés en sautoir soutenus d’une bouterolle versée de même, au 3e d’argent à un four au naturel sommé d’un feu de gueules. |
| Blason de Plancher-les-Mines | Détails | Armes parlantes. (pics de mineur) Le statut officiel du blason reste à déterminer. |

| Blason de Polaincourt-et-Clairefontaine | Blason  | Parti: au 1) de sinople à une abbaye d'or ajourée et maçonnée de sable, au 2) de gueules à une assiette d'argent bordée d'azur, chargée d'une grappe de raisin de pourpre tigée de tenné; le tout au chef d'azur billeté d'or, sur lequel broche un lion issant couronné du même, armé et lampassé de gueules |
| Blason de Polaincourt-et-Clairefontaine | Détails | Création J-F Binon, 2022 sur FaceBook Mairie de Polaincourt (sans mention de Clairefontaine) |

| Blason de Pomoy | Blason  | D’argent au pal de sinople chargé de trois pommiers d’or fruités de gueules, accosté à dextre d’une crosse et à senestre d’une clé à l’anneau en losange, le tout du même. |
| Blason de Pomoy | Détails | Armes parlantes. (pommiers) Le statut officiel du blason reste à déterminer.                                                                                               |

| Blason de Le Pont-de-Planches | Blason  | D'azur à la bande d'or remplie de gueules, chargée d'une agrafe d'or et accompagnée de deux fermaux du même. |
| Blason de Le Pont-de-Planches | Détails | Le statut officiel du blason reste à déterminer.                                                             |

| Blason de Pont-sur-l'Ognon | Blason  | Parti : au 1) d’azur aux trois perdrix d’or, au 2) d’argent aux douze macles de sable.                                        |
| Blason de Pont-sur-l'Ognon | Détails | Différences entre dessin et blasonnement : position des macles non blasonné. Le statut officiel du blason reste à déterminer. |

| Blason de Pontcey | Blason  | Parti de gueules et de sinople, à l’arche de pont mouvant des flancs, accompagnée en chef d’une foi et en pointe d’une roue de moulin, le tout d’argent brochant. |
| Blason de Pontcey | Détails | Armes parlantes. (pont) Le statut officiel du blason reste à déterminer.                                                                                          |

| Blason de Port-sur-Saône | Blason  | De gueules à la porte ouverte à deux battants d’argent ferrés de sable, soutenue d’une rivière courante en fasce ondée aussi d’argent. |
| Blason de Port-sur-Saône | Détails | Le statut officiel du blason reste à déterminer.                                                                                       |

| Blason de Preigney | Blason  | D’azur billeté d’or, au coq hardi brochant du même, crêté, becqué, langué et membré de gueules.            |
| Blason de Preigney | Détails | Différences entre dessin et blasonnement : coq non hardi. Le statut officiel du blason reste à déterminer. |

| Blason de Proiselière-et-Langle (La) | Blason  | Coupé ondé : au 1er d'azur semé de billettes d'or à un lion issant du même brochant, au 2d de gueules à une roue de moulin d'argent. |
| Blason de Proiselière-et-Langle (La) | Détails | Création Jean-François Binon. |

| Blason de Provenchère | Blason  | D'azur à la cordelière d'or posée en orle et nouée en pointe, enfermant trois besants d'or rangés en fasce entre deux burelles d'argent. |
| Blason de Provenchère | Détails | Le statut officiel du blason reste à déterminer.                                                                                         |

| Blason de Purgerot | Blason  | D’or à saint Martin coupant son manteau avec son épée, le tout de pourpre sur un cheval de sable. |
| Blason de Purgerot | Détails | Le statut officiel du blason reste à déterminer.                                                  |

| Blason de Pusey | Blason  | D’azur à la bande vivrée d’or accompagnée en chef d’une étoile de six rais d’argent et en pointe d’un croissant du même. |
| Blason de Pusey | Détails | Le statut officiel du blason reste à déterminer.                                                                         |

Pas d'information pour les communes suivantes : Palante, Percey-le-Grand, Pierrecourt (Haute-Saône) , Pin (Haute-Saône) , La Pisseure, Plainemont, Pont-du-Bois, Poyans, Pusy-et-Épenoux
- Haut – A
- B
- C
- D
- E
- F
- G
- H
- I
- J
- K
- L
- M
- N
- O
- P
- Q
- R
- S
- T
- U
- V
- W
- X
- Y
- Z

## Q
| Blason de La Quarte | Blason  | De sinople à l'arbre d'or, au franc-canton d'or fretté de gueules. |
| Blason de La Quarte | Détails | Le statut officiel du blason reste à déterminer.                   |

| Blason de Quers | Blason  | Coupé de gueules à une cuissarde éperonnée d’or, et du même à la croix de Malte du premier. |
| Blason de Quers | Détails | Les cuissards bottés et éperonnés d’or rappellent le blason de la famille Henrion, la croix de Malte de gueules rappelle que Quers était une annexe de la commanderie de La Villedieu-en-Fontenette de l'ordre de Saint-Jean de Jérusalem, puis de Malte. Le statut officiel du blason reste à déterminer. |

Pas d'information pour les communes de Quenoche et Quincey.

## R
| Blason de Raddon-et-Chapendu | Blason  | D’argent à l’arbre stylisé fendu de sinople composé d’une moitié dextre de sapin et d’une moitié senestre de hêtre. |
| Blason de Raddon-et-Chapendu | Détails | Le statut officiel du blason reste à déterminer.                                                                    |

| Blason de Raincourt | Blason  | De gueules à la croix d'or cantonnée de dix-huit billettes de même, cinq par canton en chef et quatre par canton en pointe. |
| Blason de Raincourt | Détails | Le statut officiel du blason reste à déterminer.                                                                            |

| Blason de Ray-sur-Saône | Blason  | De gueules à un rais d’escarboucle pommeté et fleurdelysé d’or. |
| Blason de Ray-sur-Saône | Détails | Le statut officiel du blason reste à déterminer.                |

| Blason de Raze | Blason  | Divisé en chevron d'azur à deux étoiles d'or, et de gueules à un croissant d'argent, un chevron du second brochant sur la partition. |
| Blason de Raze | Détails | Le statut officiel du blason reste à déterminer.                                                                                     |

| Blason de Recologne-les-Rioz | Blason  | D’azur au chevron d’or accompagné en pointe d’un coq du même. |
| Blason de Recologne-les-Rioz | Détails | Le statut officiel du blason reste à déterminer.              |

| Blason de Renaucourt | Blason  | De gueules à une quintefeuille d'or d'où meuvent, entre les pétales, cinq épis de blé du même, ployés vers senestre et ordonnés en cercle en forme de roue, le tout soutenu d'une divise ondée d'argent et surmonté de sept piles cométées du même mouvant du chef et décroissants des flancs vers l'abîme. Devise / Cri« rien sans efforts » |
| Blason de Renaucourt | Détails | Armoiries composées par MM. Nicolas VERNOT et Claude DUPONT, adoptées en février 2014. |

| Blason de La Résie-Saint-Martin | Blason  | D'or à la bande ondée d'azur accompagnée de deux feuilles de nénuphar renversées de sable, le tout enfermé dans une filière du même. |
| Blason de La Résie-Saint-Martin | Détails | Le statut officiel du blason reste à déterminer.                                                                                     |

| Blason de Rigny | Blason  | De gueules à la bande d'azur*. * Il y a là non-respect de la règle de contrariété des couleurs : ces armes sont fautives (azur sur gueules). |
| Blason de Rigny | Détails | Utilisé par la commune depuis au moins 2009.                                                                                                 |

| Blason de Roche-et-Raucourt | Blason  | D'azur à la fasce d'or accompagnée de trois feuilles de noyer d'argent. |
| Blason de Roche-et-Raucourt | Détails | Le statut officiel du blason reste à déterminer.                        |

| Blason de La Roche-Morey | Blason  | Écartelé : au 1er mi-parti de gueules à trois quintefeuilles d’or, et de gueules à cinq burelles d’or, au croissant d’azur brochant sur les deux premières ; au 2d d’or à l’aigle de sable accostée en pointe de deux roses de gueules, au 3e d’or à un cep de vigne de sable, fruité de deux grappes de gueules sur un mont à trois coupeaux mouvant de la pointe et s'abaissant vers senestre, aussi de sable, au 4e parti d'un mi-parti de gueules à cinq burelles d’or, au croissant d’azur brochant sur les deux premières, et d'un mi-parti de gueules à trois quintefeuilles d’or. Ornements extérieursDeux palmes de sinople liées sous la pointe de l'écu. Couronne murale de quatre tours en timbre. Devise / CriUnis par la roche |
| Blason de La Roche-Morey | Détails | Armoiries composées par M. Nicolas VERNOT en 1995, adoptéesle 3 octobre 2008. Cependant, n'est employé par souci de simplification qu'un écu composé du seul 1er quartier dans ses publications. |

| Blason de Ronchamp | Blason  | D'or à un rune "R" brochant en chef sur un annelet de gueules. Ornements extérieursCroix de guerre 1939-1945 Devise / Cri« panta rhei » (tout évolue) |
| Blason de Ronchamp | Détails | Armoiries composées par le Dr MAULINI, adoptées en 1953.                                                                                              |

| Blason de Rosey | Blason  | De pourpre à l’étoile de seize rais d’or.        |
| Blason de Rosey | Détails | Le statut officiel du blason reste à déterminer. |

| Blason de Rosière (La) | Blason  | D’azur au sautoir d’or chargé de deux roseaux au naturel. |
| Blason de Rosière (La) | Détails | Le statut officiel du blason reste à déterminer.          |

| Blason de Roye | Blason  | D'azur à deux fasces d’or, à la pile du même brochante, chargée d’un flanchis ancré du champ. Devise / Cri"Ne dévie point" |
| Blason de Roye | Détails | Armoiries composées par M. Nicolas VERNOT, adoptées le 16 décembre 1996.                                                   |

| Blason de Rupt-sur-Saône | Blason  | D'azur à la bande d'or accompagnée de sept croisettes recroisetées au pied fiché du même, posées en orle, quatre en chef et trois en pointe. |
| Blason de Rupt-sur-Saône | Détails | Le statut officiel du blason reste à déterminer.                                                                                             |

Pas d'information pour les communes suivantes : Ranzevelle, Recologne (Haute-Saône), Rignovelle, Rioz, Roche-sur-Linotte-et-Sorans-les-Cordiers, La Rochelle (Haute-Saône) , La Romaine (Haute-Saône),Rosières-sur-Mance, Ruhans.
- Haut – A
- B
- C
- D
- E
- F
- G
- H
- I
- J
- K
- L
- M
- N
- O
- P
- Q
- R
- S
- T
- U
- V
- W
- X
- Y
- Z

## S
| Blason de Saint-Barthélemy | Blason  | Écartelé : au 1er d'or à deux tours couvertes de gueules, pavillonnées d'azur, au 2d de sinople à trois gerbes d'or, au 3e de sinople à une roue de moulin d'or, au 4e d'or à deux pics de mineurs de sable passés en sautoir, soutenus d'un croissant du même. |
| Blason de Saint-Barthélemy | Détails | Le statut officiel du blason reste à déterminer. |

| Blason de Saint-Broing | Blason  | De gueules à la bande d’argent chargée de deux feuilles de chêne de sinople appointées par les tiges, accompagnée en chef d’une crosse d’or et en pointe d’une croix ancrée du même ajourée en carré du champ, au chef du même chargé de deux fasces d’azur. |
| Blason de Saint-Broing | Détails | Le statut officiel du blason reste à déterminer. |

| Blason de Saint-Loup-sur-Semouse | Blason  | Parti: au 1) de gueules à trois pals alésés d'or, au 2) de sinople à deux gouges d'or passées en sautoir ; le tout, à la terrasse formée d'une rivière d'azur sommée d'un pont du premier maçonné de sable. |
| Blason de Saint-Loup-sur-Semouse | Détails | Le dextre du parti reprend les armes de Geoffrey de FAUCOGNEY, seigneur nobiliaire du lieu à la fin du XIIIe siècle, tandis que le senestre honore l'industrie du bois, très présente dans la commune. La matrice gravée de ces armes fut utilisée pour la première fois le 20 septembre 1981, ce qui suppose l'adoption antérieure de ces armes composées. |

| Blason de Saint-Rémy-en-Comté | Blason  | Parti d'azur et de gueules, à un tronc de frêne d'or écoté et arraché sommé de deux feuilles du même mises en chevron renversé, accompagné en chef d'un cœur d'argent chargé d'une fasce d'azur surchargée de trois fleurs de lis d'or et sommé de la Couronne Royale de France au naturel, le tout accompagné d'un heaume de tournoi d'argent orné d'or, taré de profil et contourné à dextre, et d'une rose d'argent boutonnée et pointée d'or à senestre, le tout brochant sur le parti. Ornements extérieurs* Une couronne de baron sommée de tours crenelées d'or chargées de flanchis de gueules sur les cotés, et d'une étoile de 8 rais d'or de front, comme timbre, * une bannière d'or en pointe sur laquelle est inscrite la devise en lettres de sable Conflit héraldique : une des pointes de la rose est d'argent. Devise / CriAvec force, avec cœur, avec grâce |
| Blason de Saint-Rémy-en-Comté | Détails | * Le cœur fait référence à Nicole de Savigny, maîtresse d'Henri II. * Le heaume rappelle l’existence des chevaliers de Saint-Rémy. * La rose est prise aux armes de la famille de Rosen, propriétaires du château de Saint-Rémy de 1731 à 1822. * Le bâton muni de deux feuilles de frêne évoque la légende des saints martyrs Berthaire et Athalin. Armoiries composées par M. Nicolas VERNOT, adoptées le 27 novembre 2011. |

| Blason de Saint-Sauveur | Blason  | De gueules à la mairie du lieu d'argent, accompagnée en chef d’un sabot à dextre et d’un Mirage IV (avion) posé en barre à senestre, le tout d'or ; à la champagne ondée d'azur*. Ornements extérieurs - Croix de guerre 1914-1918 - Un soleil non figuré à dextre, figuré à senestre, en timbre - Deux branches de laurier non-liées aux flancs, leurs branches en pointe entourant la Croix de Guerre. |
| Blason de Saint-Sauveur | Détails | Conflit héraldique : le dessin représente la mairie ouverte et ajourée de sable, sans que le blasonnement ne le mentionne. * Il y a là non-respect de la règle de contrariété des couleurs : ces armes sont fautives (champagne d'azur sur champ de gueules). |

| Blason de Sainte-Marie-en-Chanois | Blason  | D'azur au chêne d’or et au franc-canton d’argent chargé de deux fermaux en losange contournés de gueules rangés en bande.                                                                |
| Blason de Sainte-Marie-en-Chanois | Détails | Le blason évoque le village par le chêne (Chanois = chênaie) et par les boucles symbolisant les chapelles Saint-Colomban et Saint-Roch. Le statut officiel du blason reste à déterminer. |

| Blason de Sainte-Marie-en-Chaux | Blason  | Tranché d'argent à deux tours couvertes et pavillonnées de gueules rangées en fasce, et d'azur à une roue de moulin d'argent. |
| Blason de Sainte-Marie-en-Chaux | Détails | Le statut officiel du blason reste à déterminer.                                                                              |

| Blason de Saulnot | Blason  | D’azur à deux bars adossés d’argent.             |
| Blason de Saulnot | Détails | Le statut officiel du blason reste à déterminer. |

| Blason de Saulx | Blason  | D’azur au lion naissant d’or                     |
| Blason de Saulx | Détails | Le statut officiel du blason reste à déterminer. |

| Blason de Sauvigney-lès-Gray | Blason  | Parti d'un mi-parti d'argent à une tour d'azur ouverte et ajourée du même, et d'argent au silex taillé d'or*. |
| Blason de Sauvigney-lès-Gray | Détails | * Il y a là non-respect de la règle de contrariété des couleurs : ces armes sont fautives (or sur argent).    |

| Blason de Sauvigney-lès-Pesmes | Blason  | Palé d'argent et d'azur, à la bande de gueules brochante et chargée de trois clous de la Passion d'or posés à plomb. |
| Blason de Sauvigney-lès-Pesmes | Détails | Le statut officiel du blason reste à déterminer.                                                                     |

| Blason de Savoyeux | Blason  | De sable à la fasce d'argent accompagnée de trois étoiles du même rangées en chef et soutenue de l'inscription « SAVOYEUX » en lettres capitales d'or. |
| Blason de Savoyeux | Détails | Le statut officiel du blason reste à déterminer. |

| Blason de Scey-sur-Saône-et-Saint-Albin | Blason  | De gueules à trois lettres capitales S d’argent entrelacées rangées en fasce. |
| Blason de Scey-sur-Saône-et-Saint-Albin | Détails | Le statut officiel du blason reste à déterminer.                              |

| Blason de Scye | Blason  | Taillé de sinople à la croix fourchée de huit pointes d’or, et d’argent au cheval effrayé de gueules. |
| Blason de Scye | Détails | Le statut officiel du blason reste à déterminer.                                                      |

| Blason de Secenans | Blason  | Parti de gueules et d’argent à la roue dentée de l’un en l’autre. |
| Blason de Secenans | Détails | Le statut officiel du blason reste à déterminer.                  |

| Blason de Semmadon | Blason  | D'azur à l'aigle d'or languée de gueules.                                                            |
| Blason de Semmadon | Détails | Reprise des armes originelles de la famille de Rye. Le statut officiel du blason reste à déterminer. |

| Blason de Senargent-Mignafans | Blason  | Parti d’argent à la croix ancrée de sinople, et d’azur à une étoile de six rais d’argent soutenue d’un croissant du même. |
| Blason de Senargent-Mignafans | Détails | Le statut officiel du blason reste à déterminer.                                                                          |

| Blason de Servance | Blason  | Coupé d’argent et de gueules au cerf grimpant de l’un en l’autre. Devise / Cri« patrum et patriae honorem servans » (Des anciens et de la patrie conservant le culte ou le respect). |
| Blason de Servance | Détails | Armes parlantes. (cerf) Armoiries adoptées le 16 novembre 1902, de concepteur inconnu.                                                                                               |

| Blason de Seveux | Blason  | Coupé: au 1) d'argent chaussé de sinople, au 2) d'argent chapé de sinople; à une fasce d'or brochant sur la partition. |
| Blason de Seveux | Détails | Le statut officiel du blason reste à déterminer.                                                                       |

| Blason de Soing-Cubry-Charentenay | Blason  | Parti de gueules à la bande accompagnée d’une quintefeuille en chef et d’une croisette tréflée au pied fiché en pointe, le tout d’argent ;et du même à un arbre arraché de sinople, à deux bêches du champ passées en sautoir brochant sur le fût, au chef de gueules chargé d’une fasce ondée du second. |
| Blason de Soing-Cubry-Charentenay | Détails | Le statut officiel du blason reste à déterminer. |

| Blason de Sorans-lès-Breurey | Blason  | De sable à trois éperons d'argent les molettes en bas. |
| Blason de Sorans-lès-Breurey | Détails | Armes des Rosières, marquis de Sorans. Adopté en ?.    |

Pas d'information pour les communes suivantes : Saint-Bresson (Haute-Saône) , Saint-Ferjeux, Saint-Gand, Saint-Germain (Haute-Saône) , Saint-Loup-Nantouard, Saint-Marcel (Haute-Saône) , Saint-Sulpice (Haute-Saône), Saint-Valbert, Sainte-Marie-en-Chaux, Sainte-Reine (Haute-Saône) , Saponcourt, Selles (Haute-Saône), Senoncourt, Servigney (Haute-Saône) , Sornay (Haute-Saône) 
- Haut – A
- B
- C
- D
- E
- F
- G
- H
- I
- J
- K
- L
- M
- N
- O
- P
- Q
- R
- S
- T
- U
- V
- W
- X
- Y
- Z

## T
| Blason de Tavey | Blason  | Tiercé en pairle : Au 1er de sinople à la main bénissante de carnation, parée d'or et posée en pal, au 2d d'or à trois demi-ramures de sable, posées en fasce, l'une au-dessus de l'autre, au 3e de gueules à deux bars adossés d'or ; à la filière de sable.                                                |
| Blason de Tavey | Détails | L'Armorial des communes de France considère la filière de sable comme une erreur de dessin, et ne l'inclut pas dans le blasonnement. Il n'existe aucun document connu, cependant, permettant d'affirmer la présence ou non de cette filière dans le blason. Le statut officiel du blason reste à déterminer. |

| Blason de Ternuay-Melay-et-Saint-Hilaire | Blason  | D'or à la roue de moulin de sinople ; flanqué émanché de gueules de trois pièces à senestre. |
| Blason de Ternuay-Melay-et-Saint-Hilaire | Détails | Le statut officiel du blason reste à déterminer.                                             |

| Blason de Tincey-et-Pontrebeau | Blason  | Parti d’azur et d’or à deux clefs renversées et adossées, accompagnées en pointe d’une roue de moulin aux quatre rayons posés en sautoir, mouvant d’une burelle ondée, le tout de l’un en l’autre.                                                         |
| Blason de Tincey-et-Pontrebeau | Détails | Le parti évoque les deux villages qui composent la commune, la burèle ondée symbolise la rivière qui traverse celle-ci. La roue de moulin évoque le moulin commun aux deux villages. Armoiries composées par M. Nicolas VERNOT, adoptées le 3 février 2005 |

| Blason de Le Tremblois | Blason  | D'azur au chevron d'or accompagné de deux étoiles en chef et d'une croisette en pointe, le tout du même. |
| Blason de Le Tremblois | Détails | Le statut officiel du blason reste à déterminer.                                                         |

Pas d'information pour les communes suivantes : Tartécourt, Theuley, Thieffrans, Thiénans, Traitiéfontaine, Traves, Trémoins, Trésilley, Tromarey
- Haut – A
- B
- C
- D
- E
- F
- G
- H
- I
- J
- K
- L
- M
- N
- O
- P
- Q
- R
- S
- T
- U
- V
- W
- X
- Y
- Z

## V
| Blason de Vadans | Blason  | D'azur au chevron d'argent accompagné de deux étoiles d'or en chef et d'une croix de Malte du même en pointe. |
| Blason de Vadans | Détails | Le statut officiel du blason reste à déterminer.                                                              |

| Blason de Vaivre-et-Montoille | Blason  | D’azur au sautoir de sable chargé de huit losanges d’or, à la filière du second.                                                                             |
| Blason de Vaivre-et-Montoille | Détails | * Il y a là non-respect de la règle de contrariété des couleurs : ces armes sont fautives (sable sur azur). Le statut officiel du blason reste à déterminer. |

| Blason de Le Val-de-Gouhenans | Blason  | Tranché de gueules et d'or, à la croix pattée de sinople brochant sur le tranché et remplie de l'un en l'autre. |
| Blason de Le Val-de-Gouhenans | Détails | Le statut officiel du blason reste à déterminer.                                                                |

| Blason à dessiner | Blason  | (Blason suspect. Voir Discussion:Le Val-Saint-Éloi ). |
| Blason à dessiner | Détails | Le statut officiel du blason reste à déterminer.      |

| Blason de Vallerois-Lorioz | Blason  | De sinople à la chapelle du lieu d'or; au chef d'argent chargé de trois coquilles d'or*. |
| Blason de Vallerois-Lorioz | Détails | L'image de chapelle sur le blason actuel sert de remplacement : le blason figure explicitement la chapelle du lieu. * Il y a là non-respect de la règle de contrariété des couleurs : ces armes sont fautives (or sur argent). |

| Blason de Vandelans | Blason  | D'argent à la fasce de gueules chargée de trois bandes d'or. |
| Blason de Vandelans | Détails | Le statut officiel du blason reste à déterminer.             |

| Blason de Vanne | Blason  | De sable à trois fasces denchées en pointe d'or et un brochet de même en chef. |
| Blason de Vanne | Détails | Armoiries composées par M. Camille HEIDET, adoptées 1993.                      |

| Blason de Varogne | Blason  | Coupé: au 1) d'azur au lion issant couronné d'or, armé et lampassé de gueules; au 2) de gueules au chevron versé pignonné contre-pignonné d'or, surmonté d'une quintefeuille versée du même; à la fontaine dite de la « Vieille Cave » du lieu d'argent ajourée et maçonnée de sable, mouvant des flancs et brochant sur la partition. |
| Blason de Varogne | Détails | Création N. Vernot. Adopté le 3 mars 2023. |

| Blason de Vauconcourt-Nervezain | Blason  | Mi-parti d’or à la bande de gueules chargée de trois fleurs de lys d’argent, et de sable à la croix engrêlée du troisième. |
| Blason de Vauconcourt-Nervezain | Détails | Le statut officiel du blason reste à déterminer.                                                                           |

| Blason de Vauvillers | Blason  | Coupé d’azur billeté d’or, au lion de même brochant issant de la partition (de Franche-Comté) ; et de gueules à deux clés d’argent passées en sautoir. |
| Blason de Vauvillers | Détails | Le statut officiel du blason reste à déterminer. |

| Blason de Vaux-le-Moncelot | Blason  | Coupé d'azur à la fontaine du lieu d'argent accompagnée de huit billettes d'or, quatre à dextre et quatre à senestre, ordonnées 2, 1 et 1, celles du milieu rangées en barre à dextre et en bande à senestre avec une du chef et celle de pointe ; et d'or au chevron voûté de gueules entrelacé avec un chevron ployé renversé du même, chacun chargé de deux épis de blé tigés et courbés d'or, les chevrons accompagnés de trois tourteaux de gueules rangés en fasce, celui du milieu enfermé dans les chevrons. |
| Blason de Vaux-le-Moncelot | Détails | Conflit héraldique : le dessin ne montre que deux tourteaux. Armoiries composées par M. Nicolas VERNOT, adoptées le 29 juillet 2015. |

| Blason de Velesmes-Échevanne | Blason  | De sinople à la fleur de tournesol au naturel en pointe, surmontée de l'inscription « VELESMES » de sable* ; à la bordure vivrée d'or. |
| Blason de Velesmes-Échevanne | Détails | * Il y a là non-respect de la règle de contrariété des couleurs : ces armes sont fautives (sable sur vert).                            |

| Blason à dessiner | Blason  | De gueules à la fasce ondée de sinople chargé d'une fasce d'azur surchargée de l'inscription « VELET » en lettres capitales d'argent et surmontée de deux poissons d'argent, courbés en pal et affrontés. |
| Blason à dessiner | Détails | * Il y a là non-respect de la règle de contrariété des couleurs : ces armes sont fautives (azur sur Sinope sur gueules). Le statut officiel du blason reste à déterminer.                                 |

| Blason de Vellefaux | Blason  | De gueules à la fasce d'argent frettée de sable, surmontée de trois bustes de reines d'argent, habillées du même, couronnées d'or à l'antique et rangées en fasce. |
| Blason de Vellefaux | Détails | Le statut officiel du blason reste à déterminer. |

| Blason de Vellefrey-et-Vellefrange | Blason  | De sinople à un rencontre de cerf, un renard et un écureuil, rangés en pal, le tout d'or. |
| Blason de Vellefrey-et-Vellefrange | Détails | Le statut officiel du blason reste à déterminer.                                          |

| Blason de Vellefrie | Blason  | Écartelé : au 1er de gueules à quatre cloches de vair d'or ordonnées en croix, les pointes vers le centre, cantonnées en chef à dextre et à senestre de huit besants, 2, 3, 2 et 1 et en pointe de deux flammes, le tout du même, aux 2e et 3e contre-écartelé d'argent et de sinople, au 4e de gueules à la bande vivrée d'or. |
| Blason de Vellefrie | Détails | Création Nicolas Vernot, adoptée le 25 octobre 2024. |

| Blason de Velleguindry-et-Levrecey | Blason  | D'or à la bande de gueules frettée du champ et côtoyée en pointe d'une cotice de gueules.                        |
| Blason de Velleguindry-et-Levrecey | Détails | Armes de la famille de Velleguindry, où une cotice fut retirée. Le statut officiel du blason reste à déterminer. |

| Blason de Velorcey | Blason  | Tranché d'argent à la croix de Malte de gueules,et de sinople à une roue de moulin d'argent. |
| Blason de Velorcey | Détails | Le statut officiel du blason reste à déterminer.                                             |

| Blason de Venère | Blason  | De sable au massacre de cerf d'argent.           |
| Blason de Venère | Détails | Le statut officiel du blason reste à déterminer. |

| Blason de Verlans | Blason  | Tiercé en chevron renversé ployé et patté : au 1er d’argent à une écrevisse de gueules, au 2d de sinople plain, au 3e d’or à une ramure de cerf de sable. |
| Blason de Verlans | Détails | Le statut officiel du blason reste à déterminer. |

| Blason de La Vernotte | Blason  | D'argent au bois de vernes de sinople futés d'or, sur une terrasse isolée du second.          |
| Blason de La Vernotte | Détails | Armes parlantes (verne (synonyme de aulne)). Le statut officiel du blason reste à déterminer. |

| Blason de Vesoul | Blason  | Coupé d'azur billeté d'or au lion issant du même, armé et lampassé de gueules, brochant sur le tout (de Franche-Comté), et du même à un croissant d'argent. |
| Blason de Vesoul | Détails | Le statut officiel du blason reste à déterminer. |

| Blason de La Villedieu-en-Fontenette | Blason  | De gueules à la bande d’or chargée en chef d’une croix de malte du champ posée à plomb et accompagnée de onze billettes aussi d’or, six en chef et cinq en pointe. Devise / Cri« aliquid in minimo » (il y a quelque chose même dans le plus petit). |
| Blason de La Villedieu-en-Fontenette | Détails | Le statut officiel du blason reste à déterminer. |

| Blason de La Villeneuve-Bellenoye-et-la-Maize | Blason  | Tiercé en bande vivrée d’azur à l’étoile d’argent, d’or et de gueules. |
| Blason de La Villeneuve-Bellenoye-et-la-Maize | Détails | Le statut officiel du blason reste à déterminer.                       |

| Blason de Villeparois | Blason  | De sinople à la bande d’or chargée de deux tourteaux de sable. |
| Blason de Villeparois | Détails | Le statut officiel du blason reste à déterminer.               |

| Blason de Villers-Chemin-et-Mont-lès-Étrelles | Blason  | Parti : au 1er de sinople à une gerbe d'or liée de gueules, au 2d d'argent à trois annelets entrelacés de gueules ; au chef d’azur semé de billettes d'or, au lion issant couronné du même, armé et lampassé de gueules, brochant. |
| Blason de Villers-Chemin-et-Mont-lès-Étrelles | Détails | Création Jean-François Binon, adoptée en 2021. |

| Blason de Villers-le-Sec | Blason  | Parti : au 1) d’azur à la fasce d’or chargée d’une losange de gueules, au 2) de gueules à la croix de Malte surmontée d’une main bénissante parée, le tout d’or. |
| Blason de Villers-le-Sec | Détails | Le statut officiel du blason reste à déterminer. |

| Blason de Villersexel | Blason  | De gueules au lion couronné d’or mouvant de la pointe, chaussé d’azur à la jumelle ondée d’argent, la partition bordée d’un filet du même, au chef aussi d’azur chargé de neuf billettes aussi d’or ordonnées 5 et 4. |
| Blason de Villersexel | Détails | Conflit héraldique : le dessin montre trois billettes. Le statut officiel du blason reste à déterminer. |

| Blason de Villers-sur-Port | Blason  | D'azur à trois bandes d'or.     |
| Blason de Villers-sur-Port | Détails | Présent sur les plaques de rue. |

| Blason de Vitrey-sur-Mance | Blason  | D'azur au chevron haussé d'or accompagné de trois étoiles d'argent. |
| Blason de Vitrey-sur-Mance | Détails | Utilisé depuis au moins 2017                                        |

| Blason de Vouhenans | Blason  | De sinople à trois épis de blé tigés et feuillés d’or, à une roue de moulin de gueules cloutée alternativement du champ et d’argent, brochant en pointe sur les tiges, le tout accosté de deux vergettes ondées d’argent. |
| Blason de Vouhenans | Détails | * Il y a là non-respect de la règle de contrariété des couleurs : ces armes sont fautives (clou de sinople sur roue de gueules). Armoiries composées par M. Nicolas VERNOT, année d'adoption inconnue.                    |

| Blason de Vy-lès-Filain | Blason  | D'azur au faucon empiétant un serpent, le tout d'or; au franc-canton de gueules chargé de la médaille templière d'argent.                                      |
| Blason de Vy-lès-Filain | Détails | * Il y a là non-respect de la règle de contrariété des couleurs : ces armes sont fautives (gueules sur azur). Le statut officiel du blason reste à déterminer. |

| Blason de Vy-les-Lure | Blason  | D'azur à la fasce d'or chargée de trois roses de gueules, accompagnée d'un lion du second en chef et d'une brebis contournée paissante d'argent en pointe. |
| Blason de Vy-les-Lure | Détails | Conflit héraldique : le dessin montre deux roses. Le statut officiel du blason reste à déterminer.                                                         |

| Blason de Vy-lès-Rupt | Blason  | D'azur au pairle d'or accompagné en chef d'une clé contournée et posée en fasce, à dextre d'une croisette recroisetée au pied fiché et à senestre d'une roue de moulin, le tout du même. |
| Blason de Vy-lès-Rupt | Détails | Le statut officiel du blason reste à déterminer. |

| Blason de Vyans-le-Val | Blason  | De gueules à deux bars adossés d'or ; chaussé abaissé d'argent. |
| Blason de Vyans-le-Val | Détails | Le statut officiel du blason reste à déterminer.                |

Pas d'information pour les communes suivantes : Vaite, La Vaivre, Valay, Vallerois-le-Bois, Vantoux-et-Longevelle, Vars (Haute-Saône) , Vauchoux, Velet, Velle-le-Châtel, Vellechevreux-et-Courbenans, Velleclaire, Velleguindry-et-Levrecey, Velleminfroy, Vellemoz, Vellexon-Queutrey-et-Vaudey, Velloreille-lès-Choye, Venisey, Vereux, La Vergenne, Vernois-sur-Mance, Villafans, Villargent, Villars-le-Pautel, Villefrancon, Villers-Bouton, Villers-la-Ville (Haute-Saône) , Villers-lès-Luxeuil, Villers-Pater, Villers-sur-Saulnot, Villers-Vaudey, Vilory, Visoncourt, La Voivre (Haute-Saône) , Volon, Voray-sur-l'Ognon, Vougécourt, Vregille, Vy-le-Ferroux
- Haut – A
- B
- C
- D
- E
- F
- G
- H
- I
- J
- K
- L
- M
- N
- O
- P
- Q
- R
- S
- T
- U
- V
- W
- X
- Y
- Z